# Benjamin Disraeli
Benjamin Disraeli, primul conte de Beaconsfield, KG PC DL JP FRS (n. 21 decembrie 1804, Londra, Regatul Unit al Marii Britanii și Irlandei – d. 19 aprilie 1881, Greater London, Anglia, Regatul Unit al Marii Britanii și Irlandei) a fost un om de stat și politician conservator britanic care a servit de două ori ca prim-ministru al Regatului Unit. El a jucat un rol central în crearea Partidului Conservator modern, definindu-i politicile și larga anvergură. Disraeli a rămas în memorie pentru vocea sa influentă în afacerile mondiale, luptele sale politice cu liderul Partidului Liberal⁠(d) William Ewart Gladstone și pentru conservatorismul uninațional⁠(d) sau „democrația Tory”. El a făcut din conservatori partidul care se identifica cel mai mult cu Imperiul Britanic și cu acțiunea militară pentru extinderea acestuia, ambele idei populare printre alegătorii britanici. El este singurul prim-ministru britanic care a fost de origine evreiască⁠(d). A fost și romancier, publicând lucrări de ficțiune chiar și în timpul mandatului de prim-ministru.
Disraeli s-a născut la Bloomsbury, pe atunci în comitatul Middlesex. Tatăl său a renunțat la iudaism după o dispută cu sinagoga sa; Benjamin a devenit anglican la vârsta de 12 ani. După mai multe încercări nereușite, Disraeli a fost ales în Camera Comunelor în 1837. În 1846, prim-ministrul de la acea vreme, Sir Robert Peel, a divizat partidul pe tema propunerii sale de a abroga Legile Porumbului, ceea ce ar fi presupus anularea taxelor vamale pe importul de cereale. Disraeli a intrat în dispută cu Peel în Camera Comunelor, devenind o figură majoră a partidului. Când Lordul Derby, liderul partidului, a format de trei ori guverne în anii 1850 și 1860, Disraeli a servit drept ministru de finanțe⁠(d) și lider al Camerei Comunelor⁠(d).
La pensionarea lui Derby în 1868, Disraeli a devenit prim-ministru pentru scurt timp înainte de a pierde alegerile generale din acel an. S-a întors în opoziție, înainte de a conduce partidul la câștigarea majorității la alegerile generale din 1874. El a menținut o prietenie strânsă cu regina Victoria, care în 1876 l-a ridicat la rangul de Conte de Beaconsfield⁠(d). Al doilea mandat al lui Disraeli a fost dominat de Chestiunea Orientală — decăderea lentă a Imperiului Otoman și dorința altor puteri europene, precum Rusia, de a câștiga pe cheltuiala acestuia. Disraeli a aranjat ca britanicii să achiziționeze interese majore în Compania Canalului Suez⁠(d) din Egipt. În 1878, confruntat cu victoriile rușilor împotriva otomanilor, a lucrat la Congresul de la Berlin pentru a obține pacea în Balcani în condiții favorabile Regatului Unit și nefavorabile Rusiei, inamicul ei de multă vreme. Această victorie diplomatică asupra Rusiei a făcut din Disraeli unul dintre cei mai importanți oameni de stat ai Europei.
Evenimentele mondiale de după aceea au evoluat însă împotriva conservatorilor. Controversatele războaie din Afganistan și Africa de Sud i-au subminat sprijinul public. El i-a înfuriat pe fermierii britanici refuzând să reinstituie legile porumbului ca răspuns la recoltele slabe și la importul de cereale ieftine. După ce Gladstone a dus o campanie masivă de discursuri, liberalii acestuia i-au învins pe conservatorii lui Disraeli la alegerile generale din 1880⁠(d). În ultimele sale luni de viață, Disraeli a condus conservatorii din opoziție. A scris romane de-a lungul carierei sale, începând cu 1826, și a publicat ultimul său roman terminat, Endymion⁠(d), cu puțin timp înainte de a muri la vârsta de 76 de ani.

## Începutul vieții

### Copilăria
Disraeli s-a născut la 21 decembrie 1804 pe King's Road nr. 6, Bedford Row, Bloomsbury, Londra, al doilea copil și fiul cel mare al lui Isaac D'Israeli⁠(d), critic și istoric literar, și al Mariei (Miriam), născută Basevi. Familia era în mare parte originară din Italia, de origine evreiască sefardă (italo-evreiască⁠(d)), cu tradiționale preocupări mercantile. A avut și strămoși germani. Mai târziu și-a romantizat originile, susținând că familia tatălui său era de măreață descendență iberică și venețiană; de fapt, familia lui Isaac nu era de mare distincție, dar din partea mamei lui Disraeli, de care nu s-a interesat, au existat niște strămoși distinși, inclusiv Isaac Cardoso⁠(d), precum și membri ai unor familii distinse precum Goldsmid⁠(d), Mocatta⁠(d) și Montefiore⁠(d). Istoricii diferă cu privire la motivele pentru care Disraeli și-a rescris istoria familiei: Bernard Glassman susține că acesta intenționa să-și aroge un statut comparabil cu cel al elitei conducătoare a Angliei; Sarah Bradford⁠(d) crede că „antipatia lui față de banal nu îi permitea să accepte faptul că originea sa este în rândul clasei de mijloc și atât de nedramatică cum era în realitate”.

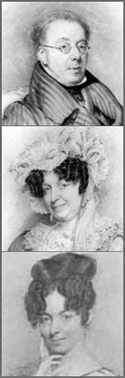
Tatăl, mama și sora lui Disraeli—Isaac, Maria și Sarah

Frații lui Disraeli au fost Sarah (1802–1859), Naphtali (născut și decedat în 1807), Ralph (1809–1898) și James („Jem”; 1813–1868). Era apropiat de sora lui și în relații afectuoase, dar mai îndepărtate, cu frații săi supraviețuitori. Detaliile despre studiile sale sunt incomplete. De la vârsta de aproximativ șase ani, el a fost băiat de zi la o școală de doamne⁠(d) din Islington⁠(d), pe care unul dintre biografii săi a evaluat-o mai târziu drept „o instituție de înaltă clasă pentru acele vremuri”. Doi ani mai târziu – data exactă nu a fost stabilită – a fost trimis la internat la școala St Piran's⁠(d) a pastorului John Potticary din Blackheath⁠(d). Acolo, evenimentele din familie i-au schimbat cursul educației lui Disraeli și al întregii sale vieți. În urma unor dispute din 1813 cu sinagoga lui Bevis Marks⁠(d), tatăl său a renunțat la iudaism și i-a botezat pe cei patru copii în Biserica Anglicană în iulie și august 1817.
Isaac D'Israeli nu luase niciodată religia foarte în serios, dar rămăsese un membru credincios al Sinagogii Bevis Marks. Tatăl său, bătrânul Beniamin, fusese un membru proeminent și devotat; Probabil că din respect pentru el, Isaac nu a plecat când a avut o dispută cu autoritățile sinagogii în 1813. După ce Benjamin senior a murit în 1816, Isaac s-a simțit liber să părăsească congregația în urma unei a doua dispute. Prietenul lui Isaac, avocatul Sharon Turner⁠(d), l-a convins că, deși putea rămâne confortabil neatașat de orice religie formală, ar fi dezavantajos pentru copii dacă ar face acest lucru. Turner a fost naș când Benjamin a fost botezat, la vârsta de doisprezece ani, la 31 iulie 1817.
Convertirea la creștinism⁠(d) i-a permis lui Disraeli să se gândească la o carieră în politică. Regatul Unit de la începutul secolului al XIX-lea nu era o societate prea antisemită și existau membri ai Parlamentului⁠(d) (deputați) din familii evreiești⁠(d) încă de pe vremea lui Sampson Gideon⁠(d) în 1770. Dar până la legea emancipării evreilor din 1858⁠(d), parlamentarilor li se cerea să depună jurământul de credință „pe adevărata credință a unui creștin”, ceea ce necesita o convertire cel puțin nominală. Nu se știe dacă Disraeli și-a format vreo ambiție de carieră parlamentară la momentul botezului, dar nu există nicio îndoială că a regretat amarnic decizia părinților săi de a nu-l trimite la Winchester College⁠(d). Fiind una dintre marile școli publice⁠(d) din Anglia, Winchester oferea constant recruți elitei politice. Cei doi frați mai mici ai săi au fost trimiși acolo și nu este clar de ce Isaac D'Israeli a ales să-și trimită fiul cel mare la o școală mult mai puțin prestigioasă. Băiatul a considerat-o, evident, pe mama lui responsabilă pentru decizie; Bradford speculează că „sănătatea delicată a lui Benjamin și aspectul său evident evreiesc ar fi avut ceva de-a face cu asta”. Școala aleasă pentru el era condusă de Eliezer Cogan⁠(d) la Higham Hill din Walthamstow. El a început acolo în semestrul de toamnă al anului 1817; el își amintea mai târziu despre educația sa:
„Am fost la școală doi sau trei ani cu pastorul Dr Cogan, un eminent cărturar al Greciei Antice, care contribuise cu note la A[e]schylul Episcopului Blomfield, & era el însuși editor al poeților gnostici greci. După aceasta, am avut un meditator privat doi ani în Comitatul meu, & educația mea era foarte clasică. Chiar în prea mare măsură; în mândria erudiției copilărești, am editat Eclogul Idonisian al lui Theocrit, care a fost tipărit în particular. Aceasta a fost prima mea producție: pedanterie puerilă.”

## Anii 1820
În noiembrie 1821, cu puțin timp înainte de a împlini 17 ani, Disraeli a fost angajat ca funcționar la o firmă de avocatură — Swain, Stevens, Maples, Pearse și Hunt — din City of London. TF Maples era nu doar angajatorul tânărului Disraeli, ci și un prieten al tatălui său, și potențial socru: Isaac și Maples au întreținut posibilitatea ca singura fiică a acestuia din urmă să fie o soție potrivită pentru Benjamin. Între cei doi s-a dezvoltat o prietenie apropiată, dar nu și o relație romantică. Firma avea o afacere mare și profitabilă și, după cum observă biograful RW Davis, funcția lui Disraeli era „genul de post sigur și respectabil la care visează mulți tați pentru copiii lor”. Deși unii biografi, între care Robert Blake și Bradford, comentează că un astfel de post era incompatibil cu natura romantică și ambițioasă a lui Disraeli, el a oferit angajatorilor săi servicii satisfăcătoare și, mai târziu, a declarat că a învățat multe din timpul petrecut în firmă. El își amintea: „Am avut niște scrupule, pentru că încă de pe atunci visam la Parlament. Refrenul tatălui meu a fost întotdeauna «Philip Carteret Webb⁠(d)», care era cel mai eminent avocat al copilăriei sale și care a fost parlamentar. Ar fi o greșeală să presupunem că cei doi ani și ceva în care am fost în biroul prietenului nostru au fost irosiți. Am crezut adesea, deși am regretat adesea Universitatea, că era în mare măsură dimpotrivă.”

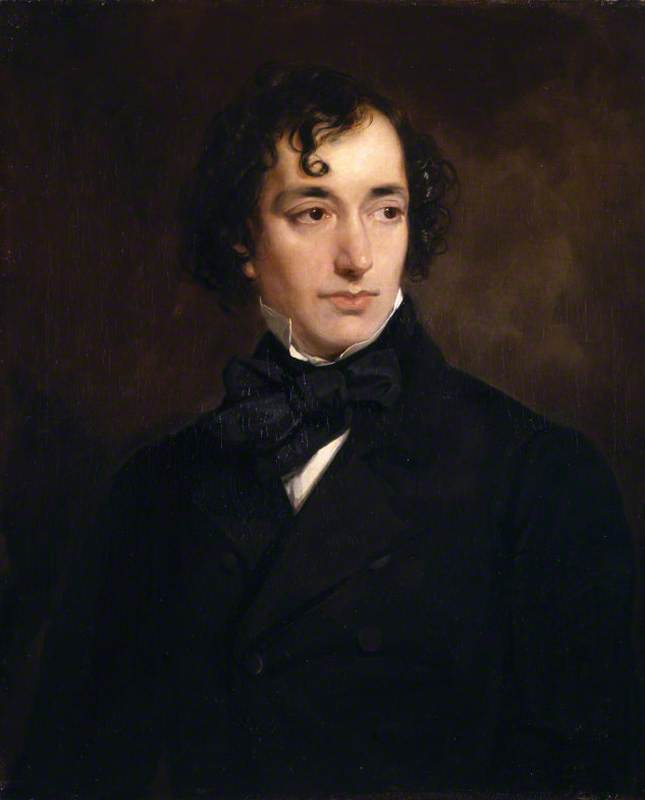
Disraeli în tinerețe—portret retrospectiv pictat în 1852

La un an după ce s-a alăturat firmei Maples, Benjamin și-a schimbat numele de familie din D'Israeli în Disraeli. Motivele pentru care a făcut aceasta sunt necunoscute, dar biograful Bernard Glassman presupune că a fost pentru a evita să fie confundat cu tatăl său. Sora și frații lui Disraeli au adoptat noua versiune a numelui; Isaac și soția sa au păstrat forma mai veche.
Disraeli a făcut turul Belgiei și al Văii Rinului împreună cu tatăl său în vara lui 1824; el a scris mai târziu că tocmai în timpul călătoriei pe Rin a decis să-și abandoneze funcția: „am hotărât, pe când coboram pe acele ape magice, că nu voi fi avocat”. La întoarcerea lor în Anglia, el a părăsit firma de avocatură, la sugestia lui Maples, cu scopul de a se califica drept avocat pledant⁠(d). S-a înscris ca student la Lincoln's Inn⁠(d) și s-a alăturat cabinetului de avocatură al unchiului său, Nathaniel Basevy, și apoi celor ale lui Benjamin Austen, care l-a convins pe Isaac că Disraeli nu va fi niciodată avocat și ar trebui să i se permită să urmeze o carieră literară. Făcuse o tentativă de început în acest sens: în mai 1824, el a trimis un manuscris prietenului tatălui său, editorul John Murray⁠(d), dar l-a retras înainte ca Murray să poată decide dacă îl publică. Eliberat din cariera juridică, Disraeli a lucrat pentru Murray, dar și-a îndreptat cea mai mare parte a atenției nu către literatură, ci către tranzacțiile speculative la bursă.
La acea vreme a existat o explozie a acțiunilor companiilor miniere din America de Sud. Spania își pierdea coloniile sud-americane în fața rebeliunilor. La îndemnul lui George Canning, guvernul britanic a recunoscut noile guverne independente din Argentina (1824), Columbia și Mexic (ambele în 1825). Neavând el însuși bani, Disraeli a împrumutat bani pentru a investi. A intrat în relație cu finanțatorul JD Powles⁠(d), care se număra printre principalii susținători ai exploziei acțiunilor companiilor miniere. În cursul anului 1825, Disraeli a scris trei pamflete anonime pentru Powles, promovând companiile. Pamfletele au fost publicate de John Murray, care a investit enorm în explozie.
De ceva timp, Murray avea ambiția de a crea un nou ziar de dimineață care să concureze cu The Times. În 1825, Disraeli l-a convins că ar trebui să continue. Noul ziar, The Representative⁠(d), a promovat minele pe politicienii care le susțineau, în special pe Canning. Disraeli l-a impresionat pe Murray cu energia și angajamentul său față de proiect, dar a eșuat în importanta sarcină de a-l convinge pe eminentul scriitor John Gibson Lockhart⁠(d) să editeze ziarul. După aceea, influența lui Disraeli asupra lui Murray s-a diminuat și, spre resentimentele sale, a fost marginalizat în treburile ziarului The Representative. Ziarul a supraviețuit doar șase luni, parțial pentru că bula⁠(d) minieră s-a spart la sfârșitul anului 1825 și parțial pentru că, potrivit lui Blake, ziarul era „editat atroce” și ar fi eșuat oricum.
Spargerea bulei miniere l-a ruinat pe Disraeli. Până în iunie 1825, el și partenerii săi de afaceri pierduseră 7000 de lire sterline. Disraeli a reușit să plătească ultimele datorii din acest colaps abia în 1849. S-a îndreptat către scris, motivat parțial de nevoia lui disperată de bani și parțial de dorința de a se răzbuna pe Murray și pe alții de care se simțea nedreptățit. Era la modă pe atunci ceea ce se numea „ficțiune cu furculiță de argint” – romane care descriu viața aristocratică, de obicei ale unor autori anonimi, citite cu aviditate de clasele de mijloc care aspirau la averea și modul de viață al nobililor. Primul roman al lui Disraeli, Vivian Gray, publicat anonim în patru volume în 1826–1827, a fost o simplă repovestire ușor poleită a afacerii ziarului The Representative. S-a vândut bine, dar a provocat multă indignare în cercurile influente când s-a descoperit cine este autorul. Disraeli, pe atunci în vârstă de doar 23 de ani, nu a ajuns în înalta societate, așa cum arătau numeroasele solecisme din cartea sa. Din aceste motive, recenziile criticau puternic atât pe autor, cât și cărțile. Mai mult, Murray și Lockhart, oameni de mare influență în cercurile literare, credeau că Disraeli îi caricaturizează și că abuzează de încrederea lor — o acuzație negată de autor, dar repetată de mulți dintre biografii săi. În edițiile ulterioare, Disraeli a făcut multe schimbări, înmuindu-și satira, dar prejudiciul adus reputației sale s-a dovedit a fi de lungă durată. 
Biograful lui Disraeli, Jonathan Parry, scrie că eșecul financiar și criticile personale pe care le-a suferit Disraeli în 1825 și 1826 au fost probabil declanșatorul unei grave crize nervoase care l-a afectat în următorii patru ani: „era mereu capricios, sensibil și solitar din fire, dar acum a devenit de-a dreptul deprimat și letargic”. Încă locuia cu părinții săi la Londra, dar în căutarea „schimbării de aer” recomandate de medicii familiei Isaac a închiriat o succesiune de case la țară și pe litoral, înainte ca Disraeli să caute orizonturi mai largi.

### 1830–1837
Împreună cu logodnicul surorii sale, William Meredith, în anii 1830 și 1831, Disraeli a călătorit mult prin sudul Europei și nu numai. Călătoria a fost finanțată parțial de un alt roman despre înalta societate, Tânărul Duce, scris în 1829–30. Turul a fost întrerupt brusc de moartea lui Meredith din cauza variolei în Cairo în iulie 1831. În ciuda acestei tragedii și a nevoii de tratament pentru o boală cu transmitere sexuală de care suferea la întoarcere, Disraeli s-a simțit îmbogățit de experiențele sale. El a devenit, după cum se exprima Parry, „conștient de valorile care păreau refuzate compatrioților săi insulari. Călătoria i-a încurajat conștiința de sine, relativismul moral și interesul pentru atitudinile rasiale și religioase orientale.” Blake consideră această călătorie ca fiind una dintre experiențele formatoare ale întregii cariere a lui Disraeli: „Impresiile pe care le-a lăsat asupra lui au durat o viață. Ele i-au condiționat atitudinea față de unele dintre cele mai importante probleme politice cu care s-a confruntat în ultimii săi ani – în special chestiunea orientală; au colorat și multe dintre romanele lui.”
Disraeli a scris două romane în urma turneului. Contarini Fleming⁠(d) (1832) era, la nivel declarativ, un autoportret. Este subtitrat „o autobiografie psihologică” și înfățișează elementele conflictuale ale caracterului eroului său: dualitatea descendenței nordice și mediteraneene, artistul visător și îndrăznețul om de acțiune. După cum observă Parry, cartea se încheie într-o notă politică, prezentând progresul Europei „de la principiile feudale la cele federale”. Minunata poveste a lui Alroy⁠(d), scrisă în anul următor, descrie dilema unui evreu medieval⁠(d) în a decide între un stat mic, exclusiv evreiesc, și un imperiu mare care să cuprindă totul.
După ce a publicat cele două romane, Disraeli a declarat că „nu voi mai scrie despre mine”. El își îndreptase deja atenția către politică în 1832, în timpul marii crize cauzate de Legea de Reformă⁠(d). A contribuit la un pamflet anti-Whig⁠(d) editat de John Wilson Croker⁠(d) și publicat de Murray, intitulat England and France: or a cure for Ministerial Gallomania. Alegerea unei publicații Tory⁠(d) a fost considerată ciudată de prietenii și rudele lui Disraeli, care îl vedeau mai degrabă ca fiind un radical⁠(d). Într-adevăr, el obiectase față de introducerea de Croker a unui sentiment „high Tory”: Disraeli remarca: „Este cu totul imposibil ca din condeiul meu să poată ieși ceva negativ față de măsura generală a Reformei”. Mai mult, la momentul publicării Gallomaniei, Disraeli făcea campanie electorală în High Wycombe⁠(d) în interesul radicalilor.
Activitatea politică de la acea vreme a lui Disraeli era influențată atât de tendința sa de a fi rebel, cât și de dorința de a-și lăsa amprenta. La acea vreme, politica țării era dominată de membri ai aristocrației, împreună cu câțiva oameni de rând puternici. Partidul Whig era susținut de o coaliție a lorzilor care promovaseră în forță Declarația Drepturilor din 1689 și, în unele cazuri, erau descendenții lor reali, nu doar spirituali. Tory tindeau să sprijine Regele și Biserica și căutau să împiedice schimbările politice. Un număr mic de radicali, în general din circumscripțiile nordice, erau cei mai puternici susținători ai continuării reformelor. La începutul anilor 1830, Tory și interesele pe care le reprezentau aceștia păreau a fi o cauză pierdută. Cealălalt mare partid, Whig, era anatema pentru Disraeli: „Toryismul este uzat, dar să fiu un Whig, eu nu pot accepta”. Au fost două alegeri generale în 1832; Disraeli a candidat fără succes ca radical la High Wycombe la fiecare din ele.
Părerile politice ale lui Disraeli au îmbrățișat anumite politici radicale, în special reforma democratică a sistemului electoral, precum și unele Tory, inclusiv protecționismul. A început să se miște în cercurile Tory. În 1834 a fost prezentat fostului lord cancelar⁠(d), Lord Lyndhurst⁠(d), de către Henrietta Sykes, soția lui Sir Francis Sykes⁠(d). Ea avea o aventură cu Lyndhurst și a început o altă aventură cu Disraeli. Disraeli și Lyndhurst s-au plăcut imediat unul pe celălalt. Lyndhurst era un bârfitor indiscret, cu pasiune pentru intrigi; acest lucru l-a atras foarte mult pe Disraeli, care i-a devenit secretar și intermediar. În 1835, Disraeli a candidat pentru ultima dată ca radical, pierzând din nou alegerile în High Wycombe.
În aprilie 1835, Disraeli a candidat într-un scrutin parțial la Taunton⁠(d) drept Tory. Deputatul irlandez Daniel O'Connell⁠(d), indus în eroare de relatări inexacte din presă, a crezut că Disraeli l-ar fi calomniat în timp ce făcea campanie la Taunton; el l-a atacat deschis, referindu-se la Disraeli ca:
„o reptilă ... numai bun acum, după ce a fost respins de două ori de popor, să devină conservator. Posedă toate cerințele necesare: perfidie, egoism, depravare, lipsă de principii, etc., care l-ar califica pentru această schimbare. Numele arată că e de origine evreiască. Asta nu o spun ca pe un reproș; sunt mulți evrei foarte respectabili. Dar, ca și în orice alt popor, sunt și unele din cele mai josnice și mai dezgustătoare grade de turpitudine morală; și dintre acestea, îl consider pe dl. Disraeli cel mai rău.”
Polemicile publice ale lui Disraeli cu O'Connell (care avea 60 de ani), reproduse pe larg în The Times, cuprindeau o cerere de duel cu fiul lui O'Connell (ceea ce a dus la detenția temporară a lui Disraeli de către autorități), o referire la „ura de nestins cu care [el] va urmări existența [lui O'Connell]", și acuzația că susținătorii lui O'Connell au „un venit princiar smuls de la o rasă de sclavi flămânzi și fanatici”. Disraeli era foarte mulțumit de dispută, care l-a propulsat pentru prima dată în atenția publicului larg. El nu l-a învins pe parlamentarul Whig în exercițiu, Henry Labouchere⁠(d), dar circumscripția electorală din Taunton era oricum considerată a fi de necâștigat de către conservatori. Disraeli a redus însă majoritatea obținută de Labouchere la 170, o prestație bună care l-a adus la rând pentru un loc eligibil în viitorul apropiat.
Cu încurajarea lui Lyndhurst, Disraeli a început să scrie propagandă pentru noul său partid care l-a adoptat. Justificarea Constituției engleze a fost publicată în decembrie 1835. A fost redactată sub forma unei scrisori deschise către Lyndhurst și, în opinia lui Bradford, încapsulează o filozofie politică la care Disraeli a aderat pentru tot restul vieții. Temele sale erau valoarea guvernării aristocratice binevoitoare, dezgustul față de dogmele politice și modernizarea politicilor Tory. În anul următor, a scris o serie de satire despre politicienii zilei, pe care le-a publicat în The Times sub pseudonimul „Runnymede”. Printre țintele sale s-au numărat politicieni Whig, colectiv și individual, naționaliștii irlandezi și corupția politică. Un eseu se încheia astfel:
„De aceea, națiunea engleză se adună pentru a se salva de comploturile degradante ale unei oligarhii depravate, de un sectarism barbarizant, și de papalitatea coruptă, în jurul liderilor săi ereditari — lorzii. Astfel, în acest moment Camera Lorzilor reprezintă tot ce există în țară, mai puțin oligarhii Whig, uneltele lor disidenții, și stăpânii lor preoții irlandezi. Între timp, Whig-ii urlă că există o «coliziune!» Este adevărat că este o coliziune, dar nu una între lorzi și popor, ci una între miniștri și Constituție.”
Disraeli era acum ferm în tabăra Tory. El a fost ales în Clubul Carlton⁠(d) (exclusiv Tory) în 1836 și a fost preluat și de gazda principală a partidului, Lady Londonderry⁠(d). În iunie 1837 William al IV-lea a murit, tânăra regina Victoria, nepoata sa, i-a succedat, iar parlamentul a fost dizolvat. La recomandarea Clubului Carlton, Disraeli a fost adoptat drept candidat parlamentar al conservatorilor la alegerile generale care au urmat.

## Parlament

### Backbencher
La alegerile din iulie 1837, Disraeli a obținut un loc în Camera Comunelor ca unul dintre cei doi parlamentari, ambii conservatori, pentru circumscripția Maidstone. Celălalt era Wyndham Lewis⁠(d), care ajutase la finanțarea campaniei electorale a lui Disraeli și care a murit în anul următor. În același an, Disraeli a publicat un roman, Henrietta Temple, poveste de dragoste și comedie socială, bazat pe aventura sa cu Henrietta Sykes. El rupsese relația la sfârșitul anului 1836, tulburat că ea și-a luat încă un amant. Celălalt roman al său din această perioadă este Venetia⁠(d), o poveste de dragoste bazată pe personajele lui Shelley și Byron, scrisă rapid pentru a strânge banii de care avea nevoie.
Disraeli a ținut discursul de debut în Parlament la 7 decembrie 1837. El a urmat după O'Connell, pe care l-a criticat aspru pentru „vorbirea lungă, divagată, amestecată”. Susținătorii lui O'Connell i-au strigat să coboare. După acest început nepromițător, Disraeli a avut o prestație discretă tot restul sesiunii parlamentare. A fost un susținător loial al liderului partidului Sir Robert Peel și al politicilor sale, cu excepția unei simpatii personale pentru mișcarea cartistă⁠(d) pe care majoritatea conservatorilor nu o împărtășeau.
În 1839, Disraeli s-a căsătorit cu Mary Anne Lewis⁠(d), văduva lui Wyndham Lewis. Cu doisprezece ani mai în vârstă decât Disraeli, Mary Lewis avea un substanțial venit de 5.000 de lire sterline pe an. Motivele pentru căsătorie au fost în general considerate a fi cele materiale, dar cei doi au ajuns să se prețuiască unul pe celălalt, rămânând apropiați până când ea a murit mai bine de trei decenii mai târziu. „Dizzy s-a căsătorit cu mine pentru banii mei”, a spus soția lui mai târziu, „dar, dacă ar avea din nou șansa, s-ar căsători cu mine din dragoste”.
Găsind prea mari cerințele financiare ale circumscripției sale de la Maidstone, Disraeli și-a asigurat o nominalizare din partea conservatorilor pentru Shrewsbury, câștigând unul dintre cele două locuri ale circumscripției electorale la alegerile generale din 1841, în ciuda opoziției serioase și a datoriilor grele de care adversarii au profitat. Alegerile au fost o înfrângere masivă pentru Whig în toată țara, iar Peel a devenit prim-ministru. Disraeli a sperat, nerealist, la o funcție de ministru. Deși a fost dezamăgit că a fost lăsat pe băncile din spate⁠(d), el și-a continuat sprijinul pentru Peel în 1842 și 1843, căutând să se impună ca expert în afaceri externe și comerț internațional.
Deși era Tory (sau conservator, așa cum se numeau pe atuncii unii din partid) Disraeli simpatiza cu unele dintre obiectivele cartismului și susținea o alianță între aristocrația latifundiară⁠(d) și clasa muncitoare împotriva puterii crescânde a negustorilor și noilor industriași din clasa de mijloc. După ce Disraeli a fost aclamat pe scară largă în martie 1842 pentru că l-a înfruntat pe formidabilul lord Palmerston în dezbateri, el a fost preluat de un mic grup de noi parlamentari Tory idealiști, împreună cu care a format grupul Tânăra Anglie⁠(d). Ei susțineau că interesele funciare ar trebui să-și folosească puterea pentru a-i proteja pe cei săraci de exploatarea de către oamenii de afaceri din clasa de mijloc.
Mulți ani în cariera sa parlamentară, Disraeli a sperat să creeze o alianță paternalistă între Tory și radicali, dar nu a reușit. Înainte de Legea de Reformă din 1867⁠(d), clasa muncitoare nu avea drept de vot și, prin urmare, avea putere politică redusă. Deși Disraeli a legat o prietenie personală cu John Bright⁠(d), un producător din Lancashire și lider radical, Disraeli nu a reușit să-l convingă pe Bright să-și sacrifice poziția pentru a avansa în cadrul Parlamentului. Când Disraeli a încercat să asigure un cabinet conservator-radical în 1852, Bright a refuzat.
Disraeli a devenit treptat un critic aprig al guvernului lui Peel, deseori luând în mod deliberat poziții contrare celor ale șefului său nominal. Cele mai cunoscute dintre aceste poziții au fost cele pe tema Grantului Maynooth⁠(d) din 1845 și despre abrogarea Legilor Porumbului în 1846. Dar tânărul deputat își atacase liderul încă din 1843 pe tema Irlandei și apoi pe cea a intervențiilor de politică externă. Într-o scrisoare din februarie 1844, el l-a criticat pe prim-ministru pentru că nu i-a trimis o circulară de politică. El i-a încadrat pe cei din Whig numindu-i aventurieri, escroci și trișori, dar politicile de liber schimb ale lui Peel erau și ele expuse criticilor lui.
Președintele Consiliului Comercial, William Gladstone, a demisionat din cabinet din cauza Grantului Maynooth. Legile Porumbului impuneau taxe vamale pentru grâul importat, protejând fermierii britanici de concurența străină, dar crescând artificial prețul pâinii. Peel spera că abrogarea Legilor Porumbului și afluxul de grâu mai ieftin în Regatul Unit ar ameliora situația păturii sărace și, în special, suferința cauzată de eșecul repetat al culturilor de cartofi în Irlanda — Marea Foamete.
Primele luni ale anului 1846 au fost dominate de o bătălie în Parlament între liber-schimbiști și protecționiști pentru abrogarea Legilor Porumbului, cei din urmă raliindu-se în jurul lui Disraeli și al Lordului George Bentinck. Reprezentanții proprietarilor de pământ din Partid, în frunte cu William Miles, parlamentar de East Somerset, îi ceruseră lui Disraeli să preia conducerea partidului. Disraeli a refuzat, deși a promis sprijin pentru interesele nobililor din țară, deoarece Bentink se oferise să conducă dacă avea sprijinul lui Disraeli. Disraeli a declarat, într-o scrisoare către Sir William Miles din 11 iunie 1860, că dorește să ajute „pentru că, din primii mei ani, simpatiile mele fuseseră față de interesul funciar al Angliei”.
O alianță între conservatorii liber-schimbiști („Peeliții⁠(d)”), radicali și Whig s-a înfăptuit, și Partidul Conservator s-a divizat: Peeliții s-au îndreptat către Whig, în timp ce un „nou” Partid Conservator s-a format în jurul protecționiștilor, în frunte cu Disraeli, Bentinck și Lord Stanley (mai târziu Lord Derby).
Divizarea Partidului Tory din cauza abrogării Legilor Porumbului a avut implicații profunde pentru cariera politică a lui Disraeli: aproape fiecare politician conservator cu experiență în funcție l-a urmat pe Peel, lăsând rămășița partidului lipsită de lideri. În cuvintele lui Blake, „[Disraeli] s-a trezit că este aproape singura figură din tabăra sa capabilă să demonstreze calitățile oratorice esențiale pentru un lider parlamentar”. Privind din Camera Lorzilor, Ducele de Argyll⁠(d) a scris că Disraeli „era ca un subaltern într-o mare bătălie în care toți ofițerii superiori fuseseră omorâți sau răniți”. Dacă Partidul Tory putea să strângă sprijinul electoral necesar pentru a forma un guvern, atunci lui Disraeli părea acum să i se garanteze înalte funcții. Cu toate acestea, avea să preia funcția cu un grup de oameni care posedau puțină experiență oficială sau deloc, care rareori se simțiseră impulsionați să ia cuvântul în Camera Comunelor și care, ca grup, îi rămăseseră ostili lui Disraeli la nivel personal. În tot cazul, chestiunea nu a fost pusă la încercare, deoarece divizarea Partidului Tory a scos în curând partidul de la putere, el nerecâștigând puterea până în 1852. Conservatorii nu aveau să mai dețină majoritatea în Camera Comunelor până în 1874.

### Bentinck și rolul de lider
Peel a reușit să promoveze abrogarea Legilor Porumbului prin Parlament, dar a fost apoi învins de o alianță a tuturor adversarilor săi pe problema ordinii și legii în Irlanda; a demisionat în iunie 1846. Partidul Tory a rămas divizat, iar Regina a făcut apel la Lord John Russell, liderul Whig. La alegerile generale din 1847, Disraeli a candidat, cu succes, pentru circumscripția Buckinghamshire. Noua Cameră a Comunelor avea mai mulți membri conservatori decât whig, dar profunzimea schismei Tory i-a permis lui Russell să continue să guverneze. Tory erau conduși de Bentinck în Camera Comunelor și de Stanley în cea a Lorzilor. 
În 1847 a avut loc o mică criză politică soldată cu îndepărtarea lui Bentinck de la conducere. Ea a evidențiat diferențele de opinie dintre Disraeli și propriul său partid. La alegerile generale din acel an, Lionel de Rothschild⁠(d) fusese ales în City of London. Ca evreu practicant, el nu putea depune jurământul de credință în forma creștină prescrisă și, prin urmare, nu și-a putut lua mandatul. Lordul John Russell, liderul Whig care i-a succedat lui Peel în funcția de prim-ministru și, la fel ca Rothschild, era deputat de City of London, a propus în Camera Comunelor ca jurământul să fie modificat pentru a permite evreilor să intre în Parlament.
Disraeli s-a pronunțat în favoarea măsurii, argumentând că creștinismul este un „iudaism cu completări” și întrebând Camera Comunelor „unde este creștinismul vostru dacă nu credeți în iudaismul lor?” Viitorului rival al lui Russell și Disraeli, Gladstone, i s-a părut un discurs curajos; cu toate acestea, a fost rău primit de propriul său partid. Tory și organizația anglicană erau ostile față de proiectul de lege. Samuel Wilberforce, episcop de Oxford, s-a pronunțat ferm împotriva măsurii și a sugerat că Russell îi plătea pe evrei pentru că l-au ajutat să fie ales. Cu excepția lui Disraeli, toți membrii viitorului cabinet protecționist care erau pe atunci în Parlament au votat împotriva măsurii. Unul care nu era încă deputat, Lord John Manners, a candidat împotriva lui Rothschild când acesta din urmă s-a prezentat din nou pentru alegeri în 1849. Disraeli, care a participat la cina protecționiștilor de la Merchant Taylors Hall, a vorbit și a votat pentru proiectul de lege alături de Betnick, deși propriul său discurs a fost unul standard de toleranță. Măsura a fost respinsă.
În urma dezbaterii, Bentinck a demisionat de la conducere și a fost înlocuit de Lord Granby⁠(d); Discursul lui Disraeli, considerat o blasfemie de mulți membri ai partidului său, i-a stricat, pentru moment, șansele de a junge la conducerea partidului. În timp ce aceste intrigi se desfășurau, Disraeli lucra cu familia Bentinck pentru a-și asigura finanțarea necesară pentru a cumpăra Conacul Hughenden⁠(d) din Buckinghamshire. Posesia unei case la țară și ocuparea unei circumscripții de comitat rural erau considerate esențiale pentru un conservator cu ambiții de a conduce partidul. Disraeli și soția sa au locuit alternativ la Hughenden și în mai multe case din Londra tot restul căsniciei lor. Negocierile au fost complicate de moartea subită a lui Bentinck la 21 septembrie 1848, dar Disraeli a obținut un împrumut de 25.000 de lire sterline de la frații lui Bentinck, Lord Henry Bentinck și Lord Titchfield.
La o lună de la numire, Granby a demisionat de la conducerea Camerei Comunelor, simțindu-se inadecvat pentru această funcție, iar partidul a funcționat fără lider în camera inferioară pentru tot restul sesiunii parlamentare. La începutul următoarei sesiuni, lucrările au fost administrate de un triumvirat format din Granby, Disraeli și John Charles Herries — ceea ce demonstrează tensiunile dintre Disraeli și restul partidului, care avea nevoie de talentele sale, dar nu avea încredere în el. Acest aranjament confuz s-a încheiat cu demisia lui Granby în 1851; chiar și așa, Disraeli i-a ignorat pe cei doi.

## În funcție

### Primul guvern Derby
În martie 1851, guvernul⁠(d) lordului John Russell a pierdut încrederea din cauza unui proiect de lege de egalizare a francizelor de comitat și a celor de oraș, mai ales din cauza diviziunilor dintre susținătorii săi. A demisionat, iar regina a făcut apel la Stanley, care simțea că un guvern minoritar poate face puține și nu va dura mult, așa că Russell a rămas în funcție.
Disraeli a regretat aceasta, sperând să aibă o ocazie, oricât de scurtă, de a se arăta capabil în funcție. Stanley, pe de altă parte, pentru a nu-și asuma funcția, a motivat că adepții săi neexperimentați „nu sunt nume pe care le pot pune înaintea Reginei”.
La sfârșitul lunii iunie 1851, lui Stanley i-a murit tatăl, de la care a moștenit titlul de conte de Derby⁠(d). Partidul Whig era răvășit de disensiuni interne în a doua jumătate a anului 1851, perioadă din care o mare parte Parlamentul a petrecut-o în vacanță. Russell l-a demis pe Lord Palmerston din cabinet, lăsându-l pe acesta din urmă hotărât să-l priveze și pe prim-ministru de funcție. Palmerston a făcut acest lucru în câteva săptămâni de la reluarea lucrărilor Parlamentului la 4 februarie 1852, adepții săi combinându-se cu conservatorii lui Disraeli pentru a demite guvernul pe un proiect de lege al milițiilor, iar Russell a demisionat. Derby era nevoit fie să preia funcția, fie să riște să-și strice reputația și a acceptat numirea Reginei ca prim-ministru. Palmerston a refuzat orice funcție; Derby sperase să-l aibă drept ministru de finanțe⁠(d). Disraeli, cel mai apropiat aliat al său, a fost a doua sa alegere și a acceptat, deși se declara necunoscător în domeniul financiar. Gladstone a refuzat să se alăture guvernului. Disraeli poate să fi fost atras de funcție pentru salariul de 5.000 de lire sterline pe an, care l-ar fi ajutat să-și plătească datoriile. Puțini dintre membrii noului cabinet deținuseră funcții înainte; când Derby a încercat să-l informeze pe Ducele de Wellington despre numele noilor miniștri ai Reginei, bătrânul duce, care era oarecum surd, a repetat neîncrezător „Cine? Cine?", aplicând astfel fără să vrea o etichetă asupra noului guvern.
În săptămânile următoare, Disraeli a servit ca lider al Camerei Comunelor (alături de Derby, ca prim-ministru, în Camera Lorzilor) și ministru de finanțe (cancelar). El a scris rapoarte regulate despre procedurile din Camera Comunelor pentru regina Victoria, care le-a descris ca fiind „foarte curioase” și „foarte mult în stilul cărților sale”. Parlamentul a fost prorogat⁠(d) la 1 iulie 1852, întrucât gruparea Tory nu putea guverna mult timp ca minoritate; Disraeli spera că vor obține o majoritate de aproximativ 40 de locuri. Alegerile⁠(d) care s-au ținut mai târziu în acea lună nu au avut însă un câștigător clar, iar guvernul Derby a rămas la putere în așteptarea întrunirii Parlamentului.
Sarcina lui Disraeli în calitate de cancelar era să elaboreze un buget care să satisfacă elementele protecționiste care i-au susținut pe conservatori, fără a-i uni pe liber-schimbiști împotriva lui. Bugetul propus, pe care l-a prezentat Camerei Comunelor pe 3 decembrie, a redus taxele pe malț și ceai, prevederi menite să atragă clasa muncitoare. Pentru a face bugetul independent de venituri, deoarece erau necesare fonduri pentru apărarea împotriva francezilor, el a dublat impozitul pe case și a continuat impozitul pe venit. Scopul general al lui Disraeli a fost să pună în aplicare politici de care să beneficieze clasele muncitoare, făcând partidul său mai atractiv pentru acestea. Deși bugetul nu conținea caracteristici protecționiste, Opoziția era pregătită să-l distrugă — și odată cu el cariera lui Disraeli drept cancelar — în parte doar ca urmare a răzbunării pentru acțiunile sale împotriva lui Peel din 1846. Deputatul Sidney Herbert⁠(d) a prezis că bugetul va eșua pentru că „evreii nu atrag convertiți”.
Disraeli a susținut bugetul la 3 decembrie 1852 și s-a pregătit să încheie dezbaterea pentru guvern pe 16 decembrie obișnuit fiind ca ultimul cuvânt să aparțină ministrului de finanțe. Se prevedea o înfrângere masivă a guvernului. Disraeli și-a atacat adversarii individual, și apoi a declarat în forță: „Mă confrunt cu o coaliție . . . Și asta, știu, că Anglia nu iubește coalițiile.” Discursul său de trei ore a fost văzut imediat drept o capodoperă a oratoriei parlamentare. În timp ce parlamentarii se pregăteau să se despartă, Gladstone s-a ridicat în picioare și a început un discurs furios, în ciuda eforturilor deputaților conservatori de a-l acoperi cu strigăte. Întreruperile au fost mai puține, deoarece Gladstone a câștigat controlul asupra Camerei și, în următoarele două ore, a pictat o imagine a lui Disraeli ca fiind frivol și a bugetului său ca fiind subversiv. Guvernul a fost învins cu 19 voturi, iar Derby și-a dat demisia patru zile mai târziu. El a fost înlocuit de contele de Aberdeen, un peelit, cu Gladstone drept cancelar. Din cauza nepopularității lui Disraeli în rândul peeliților, nicio reconciliere a partidului nu a fost posibilă cât timp el a rămas lider Tory în Camera Comunelor.

### Opoziție
Odată cu căderea guvernului, Disraeli și conservatorii s-au întors pe băncile opoziției. Disraeli avea să își petreacă trei sferturi din cariera sa parlamentară de 44 de ani în opoziție. Derby era reticent în a încerca să dea jos guvernul, temându-se de o repetare a guvernului „Cine? Cine?” și știind că, în ciuda punctelor forte ale adjunctului său, antipatia comună față de Disraeli făcea parte din ceea ce formase coaliția de guvernare. Disraeli, pe de altă parte, era nerăbdător să revină în funcție. Între timp, Disraeli, în calitate de lider conservator din Camera Comunelor, se opunea guvernului pe toate măsurilor majore.
În iunie 1853, Disraeli a primit o diplomă onorifică de la Universitatea din Oxford. El fusese recomandat pentru aceasta de Lordul Derby, cancelarul universității. Începutul Războiului Crimeei în 1854 a forțat o pauză în politica de partid; Disraeli s-a poziționat în favoarea eforturilor militare. Acestea au fost marcate de greșeli, iar în 1855, Parlamentul nerăbdător a discutat o propunere de hotărâre pentru înființarea unei comisii pentru desfășurarea războiului. Guvernul Aberdeen a ales să facă din aceasta o moțiune de încredere; în fruntea opoziției, Disraeli a reușit să înfrângă guvernul, cu 305 de voturi la 148. Aberdeen a demisionat, iar regina l-a chemat pe Derby, care, spre frustrarea lui Disraeli, a refuzat să preia mandatul. Palmerston era considerat esențial în orice guvern whig, și nu s-ar fi alăturat vreunui guvern pe care nu-l conducea. Regina i-a cerut fără tragere de inimă lui Palmerston să formeze un guvern. Sub Palmerston, războiul a mers mai bine și a fost încheiat prin tratatul de la Paris la începutul anului 1856. Disraeli a fost printre primii care au cerut pacea, influența sa asupra evenimentelor a fost redusă.
Când a izbucnit o răscoală în India în 1857, Disraeli s-a implicat în chestiune, fiind membru al unui comitet restrâns în 1852, care a analizat posibilele moduri de guvernare a subcontinentului și a propus eliminarea rolului de guvernare al Companiei Britanice a Indiilor Orientale. După ce pacea a fost restabilită, iar Palmerston a introdus la începutul anului 1858 legislația pentru guvernarea directă a Indiei de către Coroană, Disraeli s-a opus. Mulți parlamentari conservatori au refuzat însă să-l susțină, și proiectul de lege a trecut cu ușurință de Camera Comunelor.
Controlul lui Palmerston asupra funcției de premier a fost șubrezit de felul cum a reacționat la afacerea Orsini⁠(d), tentativa de asasinat asupra împăratului francez Napoleon al III-lea de către un revoluționar italian cu o bombă fabricată la Birmingham. La cererea ambasadorului francez, Palmerston a promovat amendamente la legile împotriva conspirației pentru comiterea de omor⁠(d), propunând ca crearea unui dispozitiv infernal să fie considerată o infracțiune gravă. Proiectul a fost respins cu 19 voturi la a doua lectură, mulți liberali votând cu opoziția împotriva lui. Palmerston a demisionat imediat, iar Lordul Derby a revenit în funcție.

### Al doilea guvern Derby
Derby a preluat funcția în fruntea unei administrații pur „conservatoare”, nu în coaliție cu vreo altă facțiune. I-a oferit din nou un loc lui Gladstone, care a refuzat. Disraeli a devenit din nou lider al Camerei Comunelor și s-a întors la Ministerul Finanțelor. Ca și în 1852, Derby a condus un guvern minoritar⁠(d), dependent de diviziunile din rândul adversarilor săi pentru supraviețuire. În calitate de lider al Camerei, Disraeli și-a reluat rapoartele regulate către regina Victoria, care i-a cerut să includă ceea ce ea „nu putea găsi în ziare”.
În timpul scurtei sale vieți de puțin peste un an, guvernul Derby s-a dovedit a fi unul moderat progresist. Legea de Guvernare a Indiei din 1858⁠(d) a pus capăt rolului Companiei Indiilor Orientale în guvernarea subcontinentului. De asemenea, a fost adoptată și Legea Purificării Tamisei, care a finanțat construcția de canalizări mult mai mari pentru Londra. Disraeli susținuse eforturile de a permite evreilor să fie aleși în Parlament⁠(d) – jurămintele noilor parlamentari nu puteau fi făcute cu bună-credință decât de un creștin. Disraeli a trecut prin Camera Comunelor un proiect de lege care permitea fiecărei Camere a Parlamentului să determine ce jurământ ar trebui să depună membrii săi. Camera Lorzilor a acceptat acest lucru cu greutate, după ce o minoritate de conservatori s-a alăturat Opoziției pentru a-l adopta. În 1858, baronul Lionel de Rothschild a devenit primul parlamentar de religie iudaică.
Când un post în guvern a devenit vacant, Disraeli și Derby au încercat din nou să-l aducă în guvern pe Gladstone, care nominal încă era deputat conservator, în speranța de a consolida guvernul. Disraeli i-a scris o scrisoare personală lui Gladstone, cerându-i să pună binele partidului mai presus de animozitatea personală: „Fiecare om își îndeplinește funcția și există o Putere, mai mare decât noi înșine, care dispune de toate acestea”. Răspunzându-i lui Disraeli, Gladstone a negat că sentimentele personale ar fi jucat vreun rol în hotărârile sale de atunci și dinainte de a refuza funcția, recunoscând în același timp că există diferențe între el și Derby „mai ample decât ați fi presupus”.
Tory au promovat în 1859 un proiect de lege de reformă, care ar fi dus la o creștere modestă a francizei. Liberalii începeau să-și aplaneze disensiunile dintre cei care îl favorizau pe Russell și cei care îi erau loiali lui Palmerston, iar la sfârșitul lunii martie 1859, guvernul a fost demis printr-un amendament sponsorizat de Russell. Derby a dizolvat Parlamentul, iar alegerile generale care au urmat⁠(d) au dus la câștiguri modeste ale conservatorilor, dar nu suficiente pentru a controla Camera Comunelor. Când s-a întrunit Parlamentul, guvernul lui Derby a fost demis cu 13 voturi la un amendament privind discursul de pe tron⁠(d). A demisionat, iar regina l-a chemat din nou pe Palmerston, fără tragere de inimă.

### Opoziția și al treilea mandat de ministru de finanțe
După a doua înlăturare a lui Derby din funcție, Disraeli s-a confruntat cu disensiunile din rândurile conservatorilor din partea celor care îl învinovățeau pentru înfrângere sau care simțeau că nu îi era loial lui Derby — fostul prim-ministru l-a avertizat pe Disraeli că unii deputați au cerut să fie îndepărteze din rândurile din față ale Parlamentului. Printre conspiratori se numărau Lordul Robert Cecil, un tânăr deputat conservator care un sfert de secol mai târziu avea să devină prim-ministru sub numele de Lord Salisbury; el a scris că, cu Disraeli ca lider în Camera Comunelor, șansele conservatorilor de a mai ajunge la putere scad. Când tatăl lui Cecil⁠(d) a obiectat, Lordul Robert a declarat: „Am scris doar ce spuneau deja în privat toți gentlemanii din țară”.
În Camera Comunelor, Disraeli a condus o opoziție lipsită de agresivitate — nevăzând nicio modalitate de a-l înlătura pe Palmerston, Derby acceptase în privat să nu caute demiterea guvernului. Disraeli s-a ținut la curent cu afacerile externe și cu ce se petrecea în cabinet, datorită unei surse din cadrul acestuia. Când a izbucnit Războiul Civil American în 1861, Disraeli a vorbit puțin în public, dar, ca majoritatea englezilor, se aștepta ca Sudul să câștige. Mai puțin reticenți au fost Palmerston, Gladstone (din nou ministru de finanțe) și Russell, ale căror declarații în sprijinul Sudului au contribuit la ani de rele relații cu Statele Unite. În 1862, Disraeli s-a întâlnit pentru prima dată cu contele prusac Otto von Bismarck și a spus despre el: „atenție la acel om, el când spune ceva, vorbește serios”. 
Pacea între partide a ținut până în 1864, când conservatorii s-au revoltat pentru gestionarea de către Palmerston a disputei teritoriale dintre Confederația Germană și Danemarca cunoscută sub numele de Chestiunea Schleswig-Holstein⁠(d). Disraeli nu a putut conta pe ajutorul lui Derby, care era bolnav, dar a unit partidul suficient pentru un vot de cenzură care să limiteze guvernul la o majoritate de 18 voturi — Palmerston a rămas în funcție numai datorită dezertărilor și absențelor unor conservatori. În ciuda zvonurilor despre sănătatea lui Palmerston, ajuns la vârsta de optzeci de ani, el rămânea o persoană populară, iar liberalii și-au mărit marja la alegerile generale din iulie 1865⁠(d). În urma rezultatelor slabe la alegeri, Derby i-a prezis lui Disraeli că niciunul dintre ei nu va mai ocupa vreodată o funcție publică.
Planurile politice au fost însă aruncate în aer de moartea lui Palmerston la 18 octombrie 1865. Russell a devenit din nou prim-ministru, cu Gladstone poziționat ferm drept viitor lider al Partidului Liberal și al Camerei, adversar direct al lui Disraeli. Una dintre primele priorități ale lui Russell a fost un proiect de lege de reformă, dar propunerea legislativă pe care Gladstone a anunțat-o la 12 martie 1866 a divizat partidul. Conservatorii și liberalii dizidenți⁠(d) au atacat în mod repetat proiectul lui Gladstone, iar în iunie au demis în cele din urmă guvernul; Russell a demisionat pe 26 iunie. Dizidenții nu au dorit să se alinieze sub conducerea lui Disraeli în Camera Comunelor, iar Derby a format un al treilea guvern conservator minoritar, cu Disraeli din nou drept ministru de finanțe.

### Democrat Tory: Actul de reformă din 1867
Disraeli credea că, dacă li s-ar acorda dreptul la vot, britanicii l-ar folosi instinctiv pentru a-și alege conducătorii naturali și tradiționali, pe gentlemanii din Partidului Conservator, aflat la putere. Răspunzând la reînnoirea agitației din țară pentru lărgirea dreptului la vot, Disraeli a convins majoritatea cabinetului să accepte un proiect de lege de reformă. Cu ceea ce Derby a avertizat că este „un salt în întuneric”, Disraeli le-a luat fața liberalilor care se clamau campioni ai reformei, și nu au îndrăznit să i se opună. În absența unui partid rival credibil și de teamă să nu fie convocate alegeri pe această temă, conservatorii s-au simțit obligați să-l susțină pe Disraeli, în ciuda îndoielilor lor.
Au existat și dizidenți conservatori, în special lordul Cranborne (cum era cunoscut până atunci Robert Cecil) care au demisionat din guvern și au vorbit împotriva proiectului de lege, acuzându-l pe Disraeli de „o trădare politică fără paralel în analele noastre parlamentare”. Chiar dacă Disraeli a acceptat amendamentele liberalilor (deși le-a refuzat în mod clar pe cele avansate de Gladstone) care relaxau și mai mult criteriile de deținere de proprietăți, rebeliunea lui Cranborne nu a fost una eficientă. Disraeli a câștigat o largă apreciere și a devenit un erou al partidului său pentru „uimitoarea pricepere parlamentară” cu care a asigurat adoptarea Reformei în Camera Comunelor.
Și de pe băncile liberalilor a fost admirație. Reputatul parlamentar de Nottingham, Bernal Ostborne⁠(d) a declarat:
„Mereu am crezut că ministrul de finanțe este cel mai mare radical din Cameră. A realizat ce nu ar fi putut face nimeni altcineva din țară. A urnit acea căruță plină de gentlemeni de la țară, stupizi și greoi--spun «stupizi» doar în sens parlamentar--și a convertit acești conservatori în reformiști radicali.”
Legea de reformă din 1867⁠(d) a fost adoptată în august. Ea extindea dreptul la vot cu alți 938.427 de oameni – o creștere de 88% – acordând dreptul la vot capilor de familie de sex masculin și bărbaților chiriași care plăteau cel puțin 10 lire pentru locuința lor. A eliminat colegiile parlamentare foarte mici, cu mai puțin de 10.000 de locuitori, și a acordat circumscripții electorale pentru 15 orașe nereprezentate, cu o reprezentare suplimentară pentru orașele mari, cum ar fi Liverpool și Manchester.

## Primul mandat ca prim-ministru; lider al opoziției
Derby suferea de multă vreme de atacuri de gută care îl țintuiau la pat, incapabil să se ocupe de politică. Când se apropia noua sesiune a Parlamentului în februarie 1868, el nu mai putea să-și părăsească casa, Knowsley Hall⁠(d), de lângă Liverpool. Era reticent să demisioneze, motivând că avea doar 68 de ani, mult mai tânăr decât Palmerston sau Russell la sfârșitul mandatelor lor de premier. Derby știa că „atacurile de boală nu mă vor împiedica, în nicio perioadă îndepărtată, să îmi îndeplinesc îndatoririle mele publice”; medicii îl avertizaseră că sănătatea lui impunea demisia din funcție. La sfârșitul lunii februarie, cu Parlamentul în sesiune și Derby absent, el i-a scris lui Disraeli cerându-i confirmarea că „nu vă veți scăpa de greaua responsabilitate suplimentară”. Liniștit, el i-a scris Reginei, demisionând și recomandându-l pe Disraeli ca „numai el putea primi sprijinul cordial, în masă, al colegilor săi actuali”. Disraeli a mers la Osborne House⁠(d) pe insula Wight, unde regina i-a cerut să formeze un guvern. Regina i-a scris fiicei sale, prințesa moștenitoare a Prusiei Victoria: „Domnul Disraeli este prim-ministru! Un lucru mare realizat de un om «ridicat din popor»!” Noul premier le-a spus celor care au venit să-l felicite: „Am urcat în vârful stâlpului unsuros”.

### Primul guvern (februarie-decembrie 1868)
Conservatorii au rămas minoritari în Camera Comunelor și adoptarea proiectului de lege de reformă a necesitat convocarea unor noi alegeri odată ce s-au întocmit noile liste electorale. Mandatul lui Disraeli ca prim-ministru, care a început în februarie 1868, avea așadar să fie unul scurt, dacă conservatorii nu aveau să câștige alegerile generale. El a făcut doar două schimbări majore în cabinet: l-a înlocuit pe Lord Chelmsford⁠(d) ca lord cancelar⁠(d) cu Lord Cairns⁠(d) și l-a adus pe George Ward Hunt⁠(d) în locul lui ca ministru de finanțe. Derby intenționa să-l înlocuiască pe Chelmsford odată ce apare un post vacant într-o sinecură adecvată. Disraeli nu era dispus să aștepte, iar Cairns era, după opinia lui, un ministru mult mai puternic.
Primul mandat de premier al lui Disraeli a fost dominat de aprinsa dezbatere asupra Bisericii Irlandei. Deși Irlanda era în mare parte romano-catolică, Biserica Angliei reprezenta majoritatea proprietarilor de pământ. Ea rămânea biserica oficială și era finanțată prin impozitare directă, ceea ce îi deranja foarte mult pe catolici și prezbiterieni. În martie, Disraeli a făcut primele încercări de a negocia cu Arhiepiscopul Manning⁠(d) pentru înființarea unei universități catolice în Dublin, iar Gladstone avansase propuneri de a desființa complet Biserica Irlandei. Propunerea i-a unit pe liberali⁠(d) sub conducerea lui Gladstone, provocând în același timp diviziuni în rândul conservatorilor.
Conservatorii au rămas la putere pentru că noul registru electoral nu era încă gata; niciunul dintre partide nu își dorea o nouă rundă de alegeri cu vechile liste. Gladstone a început să folosească majoritatea liberală din Camera Comunelor pentru a promova rezoluții și legi. Guvernul lui Disraeli a supraviețuit până la alegerile generale din decembrie⁠(d), la care liberalii au revenit la putere cu o majoritate de aproximativ 110 locuri.
În scurta sa viață, primul guvern Disraeli a adoptat legi necontroversate. A pus capăt execuțiilor publice, iar Legea privind practicile corupte a făcute mult pentru a pune capăt mitei electorale. A autorizat una din primele versiuni ale naționalizării, punând poșta să cumpere companiile de telegraf. Au fost adoptate amendamente la legea școlilor, la sistemul juridic scoțian și la legile căilor ferate. Disraeli a trimis expediția⁠(d) împotriva lui Tewodros al II-lea al Etiopiei sub conducerea lui Sir Robert Napier⁠(d).

### Lider al opoziției; alegerile din 1874

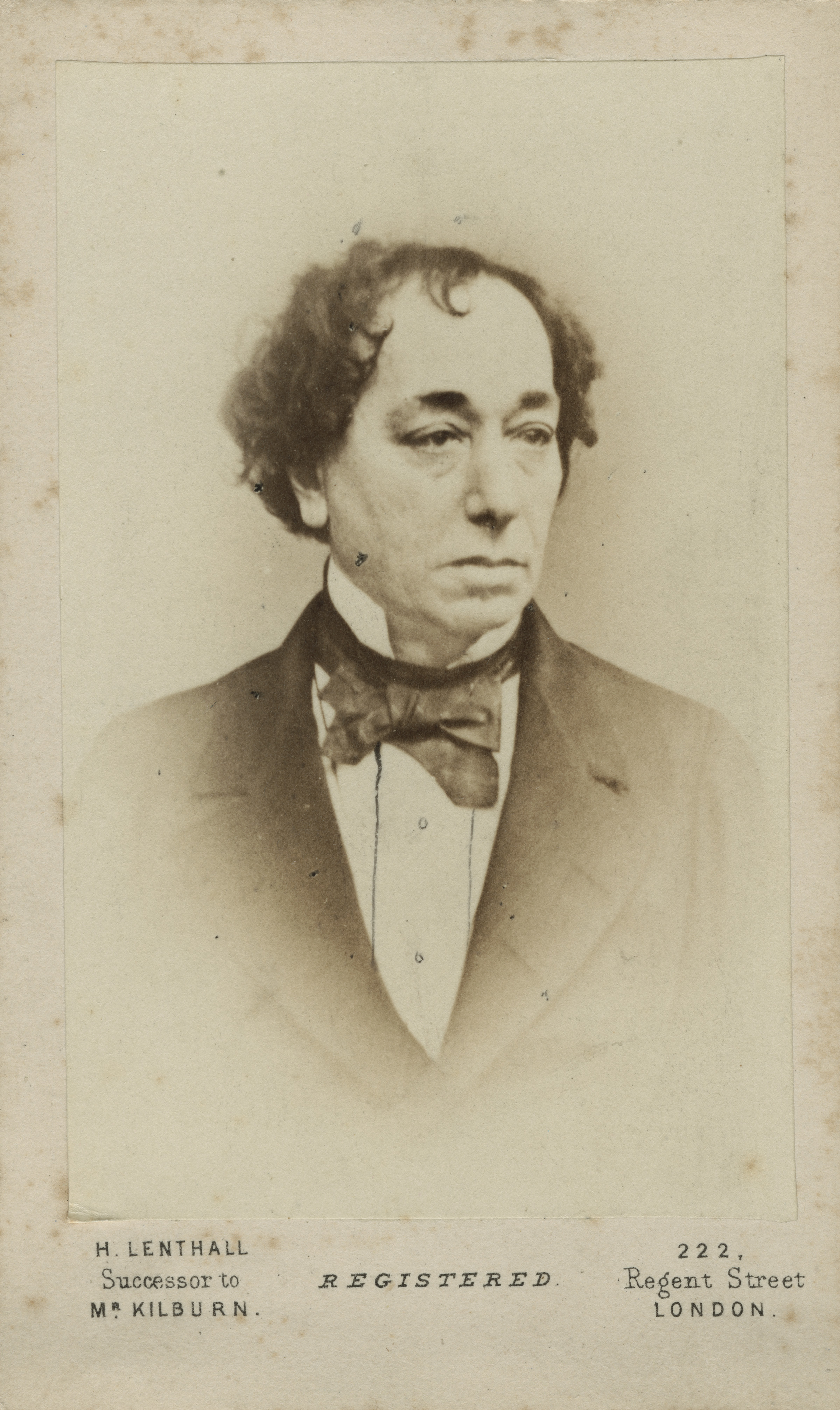
Disraeli pe la 1870

Cum majoritatea liberală a lui Gladstone domina Camera Comunelor, Disraeli nu putea face decât să protesteze în timp ce guvernul promova legi. În consecință, el a ales să aștepte greșelile liberalilor. Având timp liber, deoarece nu era în funcție, a scris un nou roman, Lothair⁠(d) (1870). O lucrare de ficțiune a unui fost prim-ministru era o noutate pentru Regatul Unit, iar cartea a devenit un best seller.
Până în 1872, în rândurile conservatorilor s-a format o mișcare disidentă din cauza incapacității de a pune probleme lui Gladstone liberalilor săi. Lucrurile s-a liniștit pe măsură ce Disraeli a luat măsuri pentru a-și reafirma conducerea partidului și pe măsură ce au apărut și disensiuni între liberali. Sprijinul public pentru Disraeli a fost demonstrat prin aclamarea la o slujbă de mulțumire în 1872 pentru recuperarea prințului de Wales din boală, în timp ce Gladstone a fost întâmpinat cu tăcere. Disraeli a susținut eforturile managerului de partid John Eldon Gorst⁠(d) de a pune administrația Partidului Conservator pe baze moderne. La sfatul lui Gorst, Disraeli a ținut un discurs la un miting din Manchester în acel an. Cu o aprobare puternică, el a comparat liberalii din primele rânduri ale Parlamentului cu „un șir de vulcani epuizați. Nicio flacără nu pâlpâie pe o creastă palidă. Dar situația este încă periculoasă. Există cutremure ocazionale și mereu și iarăși vuietul întunecat al mării.” Gladstone, declara Disraeli, domina peisajul și „alterna între o amenințare și un oftat”.
La prima sa plecare din 10 Downing Street, în 1868, Disraeli îi ceruse Victoriei să o facă pe Mary Anne vicontesă de Beaconsfield ea însăși, în locul unei înnobilări pentru el însuși. Până în 1872, femeia în vârstă de optzeci de ani avea cancer la stomac. Ea a murit pe 15 decembrie. Îndemnată de un duhovnic să-și îndrepte gândurile către Isus Hristos în ultimele sale zile, ea a spus că nu poate: „știi că Dizzy este IH al meu”.
În 1873, Gladstone a făcut o propunere de lege de înființare a unei universități catolice în Dublin. Aceasta i-a divizat pe liberali, iar pe 12 martie, o alianță a conservatorilor cu catolicii irlandezi a învins guvernul cu trei voturi. Gladstone a demisionat, iar regina l-a chemat pe Disraeli, care a refuzat să preia mandatul. Fără alegeri generale, un guvern conservator ar fi fost un alt guvern minoritar, dependent pentru supraviețuire de disensiunile din rândul adversarilor săi politici. Disraeli dorea puterea pe care i-ar fi adus-o o majoritate și simțea că o poate câștiga mai târziu lăsându-i pe liberali în funcție deocamdată. Guvernul lui Gladstone a continuat să se chiunuie, cuprins de scandaluri și neameliorat de o remaniere. Ca parte a acestei schimbări, Gladstone a preluat funcția de ministru de finanțe, ceea ce a stârnit întrebări dacă trebuia să candideze pentru realege la preluarea unui al doilea minister — până în anii 1920, parlamentarii care deveneau miniștri, primind astfel un birou plătit de Coroană, erau obligați să obțină realegerea⁠(d).
În ianuarie 1874, Gladstone a convocat alegeri generale⁠(d), convins că, dacă va aștepta mai mult, rezultatul va fi mai rău. Votul a durat două săptămâni, începând cu 1 februarie. Disraeli și-a dedicat o mare parte din campanie condamnării programului liberal din ultimii cinci ani. Pe măsură ce votau circumscripțiile, a devenit clar că rezultatul va fi o majoritate conservatoare, prima din 1841. În Scoția, unde conservatorii erau mereu slabi, au crescut de la șapte locuri la nouăsprezece. În total, au câștigat cu 350 de locuri la 245 pentru liberali și 57 pentru Liga Autonomiei⁠(d) Irlandeze. Regina l-a chemat pe Disraeli, iar el a devenit prim-ministru pentru a doua oară.

## Al doilea guvern (1874–1880)

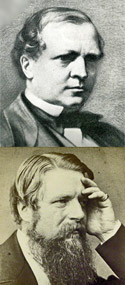
(sus) și

Cabinetul lui Disraeli format din doisprezece membri, cu șase nobili și șase persoane neînnobilate, era cel mai mic de după Reformă⁠(d). Dintre nobili, cinci fuseseră în cabinetul lui Disraeli din 1868; al șaselea, Lordul Salisbury, s-a împăcat cu Disraeli după negocieri și a devenit secretar de stat pentru India⁠(d). Lordul Stanley (care i-a succedat tatălui său, fostul prim-ministru, drept conte de Derby) a devenit secretar de externe, iar Sir Stafford Northcote⁠(d) ministru de finanțe.
În august 1876, Disraeli a fost introdus în Camera Lorzilor ca conte de Beaconsfield⁠(d) și viconte Hughenden. Regina se oferise să-l înnobileze încă din 1868; el refuzase atunci. Ea a făcut-o din nou în 1874, când el s-a îmbolnăvit la Balmoral, dar avea reticențe în a părăsi Camera Comunelor pentru o cameră în care nu avea experiență. Starea proastă a sănătății din timpul celui de al doilea mandat de premier l-a făcut să se gândească la demisie, dar adjunctul său, Derby, nu era dispus să preia frâiele, simțind că nu poate gestiona relația cu regina. Pentru Disraeli, Camera Lorzilor, unde dezbaterile erau mai puțin intense, rămânea alternativa la demisia din funcție. Cu cinci zile înainte de sfârșitul sesiunii din 1876 a Parlamentului, pe 11 august, Disraeli a fost văzut zăbovind în sala de lucru și privind în jur înainte de a pleca din Camera Comunelor. Ziarele au relatat înnobilarea lui în dimineața următoare.
Pe lângă vicomitatul acordat lui Mary Anne Disraeli; comitatul Beaconsfield trebuia să fie acordat lui Edmund Burke în 1797, dar acesta murise înainte de a-l primi. Numele Beaconsfield, un oraș de lângă Hughenden, a fost dat și unui personaj minor din Vivian Gray. Disraeli a făcut diverse declarații despre înnobilarea sa, scriindu-i Selinei, Lady Bradford, pe 8 august 1876: „M-am săturat de locul acela [Camera Comunelor]”, dar când a fost întrebat de un prieten cum îi place în Camera Lorzilor, a răspuns: „sunt mort; mort, dar în Câmpiile Elizee.”

### Politica internă

#### Reformarea legislației
Sub conducerea lui Richard Assheton Cross⁠(d), ministrul de interne, noul guvern al lui Disraeli a adoptat multe reforme, inclusiv Legea pentru îmbunătățirea locuințelor artizanilor și muncitorilor din 1875, care punea la dispoziție administrațiilor orașelor împrumuturi ieftine pentru a construi locuințe pentru clasa muncitoare. De asemenea, au fost promulgate Legea privind sănătatea publică din 1875, care moderniza codurile sanitare din întreaga țară, Legea privind vânzarea alimentelor și medicamentelor (1875) și Legea educației (1876).
Guvernul lui Disraeli a introdus și o nouă Lege a fabricilor⁠(d) menită să protejeze muncitorii, Legea privind conspirația și protecția proprietății din 1875, care permitea pichetarea pașnică, și Legea Angajatorilor și Muncitorilor (1875) care permitea muncitorilor să dea în judecată angajatorii în instanțele civile dacă aceștia încalcă contractele legale. Ca urmare a acestor reforme sociale, deputatul liberal-laburist⁠(d) Alexander Macdonald⁠(d) le-a spus alegătorilor săi în 1879: „Partidul Conservator a făcut mai multe pentru clasa muncitoare în cinci ani decât au făcut liberalii în cincizeci”.

#### Reforma clientelismului politic și serviciului public

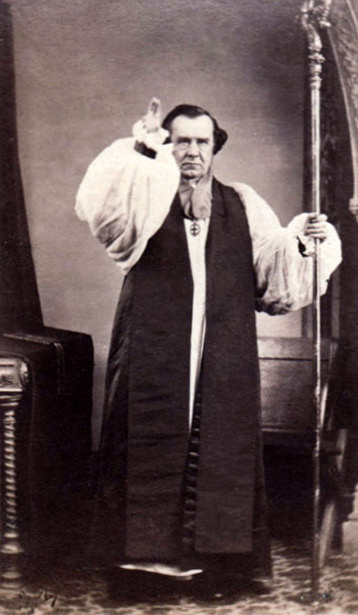
Faptul că Disraeli nu l-a numit pe episcop al Londrei poate să-l fi costat voturi la alegerile din 1868.

Gladstone promovase în 1870 un ordin în consiliu⁠(d), prin care introducea examenul competitiv pentru posturile din serviciul public, diminuând aspectele politice ale angajării pe astfel de posturi. Disraeli nu era de acord și, deși nu a căutat să anuleze ordinul, acțiunile sale au fost adesea îndreptate împotriva spiritului lui. De exemplu, Disraeli a făcut numiri politice în funcții acordate anterior funcționarilor publici de carieră. În acest sens, el a fost susținut de membrii partidului, însetați de funcții și de remunerațiile asociate, după aproape treizeci de ani, cu doar scurte perioade la guvernare. Disraeli a dat posturi unor lideri conservatori din nucleul dur, chiar – spre indignarea lui Gladstone – înființând o funcție plătită cu 2.000 de lire pe an. Cu toate acestea, Disraeli a înnobilat mai puțini oameni (doar 22, iar unul dintre aceștia era unul dintre fiii Victoriei) decât Gladstone — liderul liberal aranjat acordarea a 37 de titluri nobiliare în puțin mai mult de cinci ani de mandat.
Așa cum făcuse cu posturile guvernamentale, Disraeli și-a răsplătit vechii prieteni și cu funcții clericale, făcându-l pe Sydney Turner⁠(d), fiul unui bun prieten al lui Isaac D'Israeli, decan de Ripon. El i-a favorizat pe clericii din biserica de jos⁠(d) la promovări, displacându-i, din motive politice, alte mișcări din cadrul anglicanismului. În acest sens, el a intrat în dezacord cu regina care, din loialitate față de regretatul ei soț, prințul consort Albert, era adepta toleranței între toate mișcările din cadrul bisericii. O numire controversată a avut loc cu puțin timp înainte de alegerile din 1868⁠(d). Când postul de arhiepiscop de Canterbury a rămas vacant, Disraeli a acceptat candidatul preferat al reginei, Archibald Tait⁠(d), episcopul Londrei⁠(d). Pentru a ocupa locul rămas vacant al lui Tait, Disraeli a fost îndemnat de mulți oameni să-l numească pe Samuel Wilberforce⁠(d), fostul episcop de Winchester și personaj de frunte în societatea londoneză. Lui Disraeli nu-i plăcea Wilberforce și l-a numit în schimb pe John Jackson⁠(d), episcop de Lincoln⁠(d). Blake a sugerat că, în general, aceste numiri l-au costat pe Disraeli mai multe voturi decât i-au adus.

### Politica externă
Disraeli a considerat întotdeauna că afacerile externe sunt cea mai critică și mai interesantă parte a activității unui om de stat. Cu toate acestea, biograful său Robert Blake se îndoiește că ar fi avut idei specifice despre politica externă atunci când a preluat mandatul în 1874. Rareori călătorise în străinătate; de la turneul său din tinerețe în Orientul Mijlociu din 1830–1831, el părăsise Marea Britanie doar pentru luna de miere și pentru trei vizite la Paris, ultima dintre acestea fiind în 1856. Întrucât îl criticase pe Gladstone pentru o politică externă în care nu făcea nimic, cel mai probabil el se gândea la acțiuni care să reafirme locul Regatului Unit în Europa. Scurtul său mandat de premier și primul an din cel de al doilea i-au oferit puține șanse de a-și lăsa amprenta în afacerile externe.

#### Suez

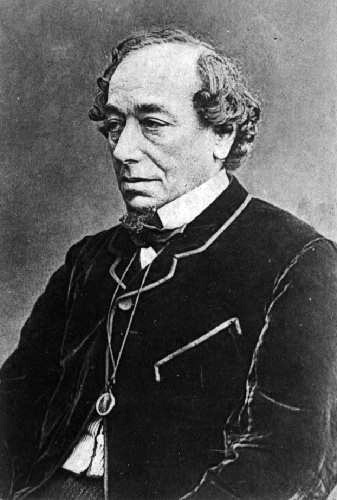
Portretul lui Disraeli publicat în 1873

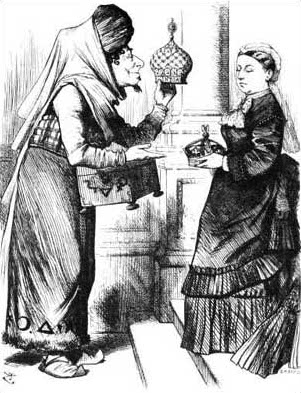
New Crowns for Old îl înfățișează pe Disraeli ca Abanazar din pantomima Aladdin, oferindu-i Victoriei o coroană imperială în schimbul uneia regale. Disraeli și-a cultivat o imagine publică despre el însuși ca imperialist prin gesturi mărețe, cum ar fi cel prin care a conferit reginei Victoria titlul de „împărăteasă a Indiei”.

Canalul Suez, deschis în 1869, reducea călătoriile pe mare între Marea Britanie și India cu mii de mile și cu săptămânile; în 1875, aproximativ 80% dintre navele care foloseau canalul erau britanice. În cazul unei alte rebeliuni în India sau al unei invazii rusești, timpul economisit cu Suezul putea fi crucial. Construite de companii franceze, 56% din acțiunile companiei canalului rămăseseră în mâinile acestora, în timp ce 44% din acțiuni îi aparțineau lui Ismail Pașa, hedivul Egiptului⁠(d), care era renumit pentru cheltuielile lui dezastruoase. Compania canalului pierdea bani, iar o încercare a constructorului Ferdinand de Lesseps de a crește taxele de acces a fost respinsă, când hedivul a amenințat că va folosi forța militară pentru a-l împiedica și i-a atras astfel atenția lui Disraeli. Heivul guverna Egiptul ca parte a Imperiului Otoman; ca și în Crimeea, problema Canalului ridica Chestiunea Orientală a ce se va face cu imperiul în descompunere guvernat de la Constantinopol. Având în vedere că mare parte din comerțul și comunicațiile dinainte de construcția canalului, dintre Regatul Unit și India, treceau tot prin Imperiul Otoman, Regatul Unit făcuse tot posibilul să-i sprijine pe otomani împotriva amenințării că Rusia va lua Constantinopolul, întrerupând aceste comunicații și oferind navelor rusești acces neîngrădit la Mediterana. De asemenea, francezii puteau și ei amenința acele linii. Regatul Unit avusese ocazia să cumpere acțiuni la canal, dar refuzase să facă acest lucru.
Recunoscând interesul britanic pentru canal, Disraeli l-a trimis la Paris pe parlamentarul liberal Nathan Rothschild⁠(d) pentru a întreba despre cumpărarea acțiunilor lui de Lesseps. La 14 noiembrie 1875, editorul revistei Pall Mall Gazette⁠(d), Frederick Greenwood⁠(d), a aflat de la bancherul londonez Henry Oppenheim că hedivul încerca să-și vândă acțiunile de la Compania Canalului Suez⁠(d) unei firme franceze. Greenwood i-a spus rapid lui Lord Derby, ministrul de externe, care l-a înștiințat pe Disraeli. Premierul s-a mișcat rapid pentru a-și asigura acțiunile. Pe 23 noiembrie, hedivul s-a oferit să vândă acțiunile pentru 100.000.000 de franci. În loc să solicite ajutorul Băncii Angliei, Disraeli i-a cerut lui Lionel de Rothschild să împrumute fonduri. Rothschild a făcut acest lucru și a luat un comision pentru afacere. Capitalul bancherului era în pericol deoarece Parlamentul putea refuza să ratifice tranzacția. Contractul de cumpărare a fost semnat la Cairo pe 25 noiembrie, iar acțiunile au fost depuse la consulatul britanic a doua zi.
Disraeli i-a spus reginei: „s-a rezolvat; îl aveți, doamnă!” Publicul a văzut această aventură ca o îndrăzneață proclamare a dominației britanice asupra mărilor. Sir Ian Malcolm⁠(d) a descris achiziționarea acțiunilor Canalului Suez ca fiind „cea mai mare poveste de dragoste din cariera romantică a Domnului Disraeli”. În deceniile următoare, securitatea Canalului Suez, ca drum spre India, a devenit o preocupare majoră a politicii externe britanice. Sub Gladstone, Regatul Unit a preluat controlul asupra Egiptului în 1882. Ulterior secretar de externe, Lordul Curzon descria canalul în 1909 drept „influența determinantă a oricărei mișcări considerabile a puterii britanice spre est și sud de Mediterana”.

#### Legea titlurilor regale
Deși inițial, când a intrat în Parlament în 1837, Victoria îl privea pe Disraeli cu curiozitate, ea a ajuns să-l deteste pentru felul cum l-a tratat pe Peel. De-a lungul timpului, antipatia ei s-a domolit, mai ales că Disraeli s-a străduit să cultive relația cu regina. El i-a spus lui Matthew Arnold: „tuturor le place puțină lingușeală; și, când vii la capete încoronate, ar trebui să pui cu găleata”. Biograful lui Disraeli, Adam Kirsch⁠(d), sugerează că comportamentul deferent al lui Disraeli față de regină era parțial lingușeală, parțial credința că așa ar trebui un supus loial să i se adreseze unei regine, și parțial respectul față de ocazia unui evreu din clasa de mijloc de a se afla în preajma unui monarh. Până la al doilea mandat de premier, Disraeli construise o relație puternică cu Victoria, și era probabil mai apropiat de ea decât oricare dintre prim-miniștrii anteriori, cu excepția primului, Lord Melbourne. Când Disraeli a revenit în funcția de prim-ministru în 1874 și a mers la sărutarea mâinilor⁠(d), el a îngenuncheat și a sărutat literalmente mâna reginei; și, conform lui Richard Aldous în cartea sa despre rivalitatea dintre Disraeli și Gladstone, „pentru următorii șase ani Victoria și Disraeli își puteau exploata apropierea în avantaj reciproc”.
Victoria își dorea demult să aibă un titlu imperial, care să reflecte expansiunea teritorială a Marii Britanii. O deranja faptul că țarul Alexandru al II-lea deținea un rang mai înalt decât ea ca împărat și era îngrozită de faptul că fiica ei, prințesa moștenitoare a Prusiei, avea să aibă rang mai mare ca ea atunci când soțul ei avea să urce pe tron. Ea considera și că un titlu imperial va proclama statura sporită a Marii Britanii în lume. Titlul de „împărăteasă a Indiei” era folosit informal cu privire la Victoria de ceva timp și ea dorea să i se acorde oficial acest titlu. Regina l-a convins pe Disraeli să introducă un proiect de lege privind titlurile regale și și-a declarat intenția de a participa personal la deschiderea lucrărilor Parlamentului⁠(d), ceea ce făcea la acea vreme doar atunci când dorea ceva de la legislatori. Disraeli a răspuns rezervat, deoarece întrebările atent puse parlamentarilor au relevat o reacție negativă, și a refuzat să introducă o astfel de propunere în Discursul Reginei⁠(d).
Odată ce proiectul de lege dorit a fost în sfârșit pregătit, Disraeli nu l-a gestionat cu suficientă pricepere. El a neglijat să anunțe pe prințul de Wales și Opoziția, și a fost întâmpinat cu iritare din partea prințului și de un atac pe scară largă din partea liberalilor. Un vechi inamic al lui Disraeli, fostul cancelar liberal Robert Lowe⁠(d), a susținut în timpul dezbaterilor din Camera Comunelor că doi prim-miniștri anteriori au refuzat să introducă o astfel de legislație pentru regină. Gladstone a declarat imediat că el nu este unul dintre ei, iar regina i-a dat lui Disraeli permisiunea să o citeze spunând că nu a abordat niciodată un prim-ministru cu o astfel de propunere. Potrivit lui Blake, Disraeli „într-o strălucită orațiune cu invective copleșitoare a procedat la distrugerea lui Lowe”, care și-a cerut scuze și nu a mai ocupat niciodată vreo funcție. Disraeli a spus despre Lowe că este singura persoană din Londra căreia nu i-ar strânge mâna și că „este în noroi și acolo îl las”.
De teamă să nu piardă, Disraeli a avut reticențe în a aduce proiectul de lege la vot în Camera Comunelor, dar când a făcut-o în cele din urmă, acesta a fost adoptat cu o majoritate de 75 de voturi. Odată ce proiectul de lege a fost adoptat oficial, Victoria a început să-și semneze scrisorile „Victoria R & I” (în latină Regina et Imperatrix, adică Regină și Împărăteasă). Potrivit lui Aldous, „nepopulara lege a titlurilor regale⁠(d) a spulberat însă autoritatea lui Disraeli în Camera Comunelor”.

#### Balcanii și Bulgaria

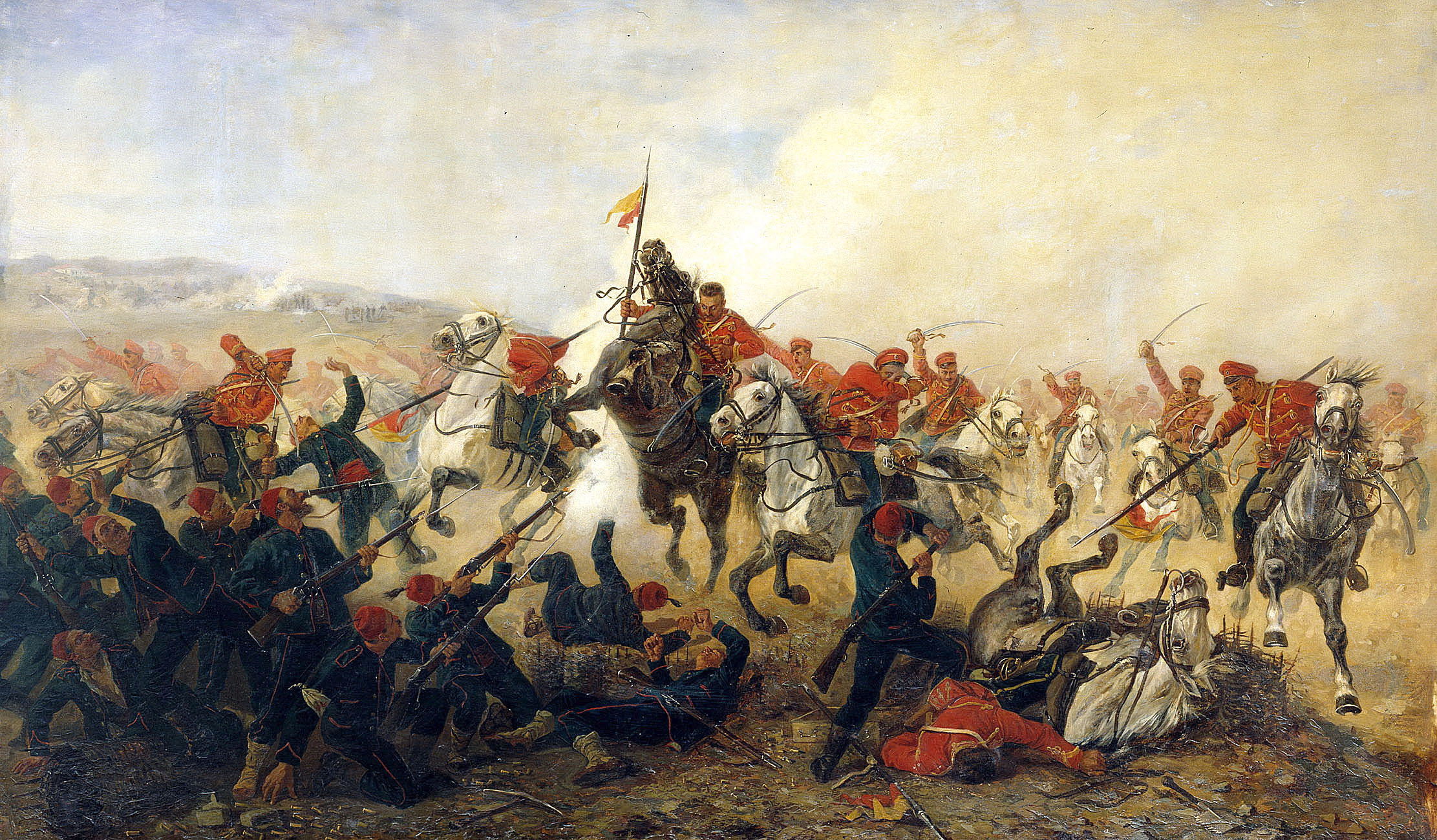
Lupte în Bulgaria în timpul Războiului Ruso-Turc din 1877–1878

În iulie 1875, populațiile sârbe din Bosnia și Herțegovina, pe atunci provincii ale Imperiului Otoman, s-au răsculat împotriva stăpânilor lor turci, acuzând persecuțiile religioase și proasta administrare. În luna ianuarie a anului următor, sultanul Abdülaziz a acceptat reformele propuse de omul de stat maghiar Gyula Andrássy⁠(d), dar rebelii, simțind că își pot câștiga libertatea totală, au continuat răscoala, alături de militanții din Serbia și Bulgaria. Turcii au înăbușit cu cruzime răscoala bulgarilor, iar când au ajuns la urechile lor relatări despre aceste acțiuni, Disraeli și Derby au declarat în Parlament că nu le cred. Disraeli le-a numit „pălăvrăgeli de cafenea” și a respins acuzațiile de tortură la adresa otomanilor, deoarece „oamenii orientali își elimină de obicei legăturile cu vinovații într-un mod mai rapid”.
Gladstone, care se retrăsese de la conducerea liberalilor și nu mai activa în viața publică, a fost îngrozit de rapoartele despre atrocitățile din Bulgaria⁠(d) și, în august 1876, a întocmit în grabă un pamflet în care susținea că turcilor ar trebui să li se ia Bulgaria din cauza a ceea ce au făcut acolo. I-a trimis o copie lui Disraeli, care l-a numit „răzbunător și prost scris ... dintre toate ororile bulgărești poate cea mai mare”. Pamfletul lui Gladstone a devenit un best-seller imens și i-a raliat pe liberali în spatele revendicării ca Imperiul Otoman să nu mai fie un aliat al britanicilor. Disraeli i-a scris Lordului Salisbury pe 3 septembrie: „Dacă nu ar fi fost aceste «atrocități» nefericite, am fi convenit o pace foarte onorabilă pentru Anglia și satisfăcătoare pentru Europa. Acum suntem obligați să lucrăm dintr-un nou punct de plecare și să dictăm Turciei, care și-a pierdut orice simpatie.” În ciuda acestui fapt, politica lui Disraeli a continuat să favorizeze Constantinopolul și integritatea teritorială a imperiului său.

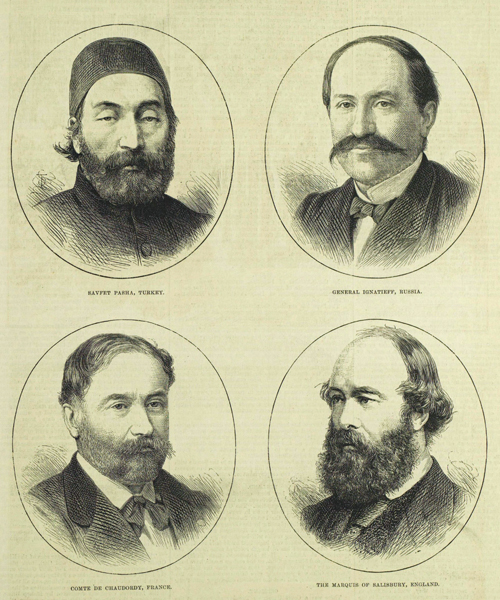
Delegații internaționali la Conferința de la Constantinopol: în sensul acelor de ceasornic din stânga sus, (Turcia), (Rusia), Lord Salisbury (Regatul Unit) și contele de Chaudordy (Franța)

Disraeli și cabinetul l-au trimis pe Salisbury ca reprezentant principal al Regatului Unit la Conferința de la Constantinopol, care s-a reunit în decembrie 1876 și ianuarie 1877. Înainte de conferință, Disraeli a trimis o vorbă în privat lui Salisbury să încerce să obțină drept de ocupație militară britanică a Bulgariei și Bosniei și control britanic asupra armatei otomane. Salisbury a ignorat aceste instrucțiuni, pe care biograful lui, Andrew Roberts⁠(d), le-a considerat „ridicole”. Cu toate acestea, conferința nu a reușit să ajungă la un acord cu turcii.
Parlamentul și-a deschis lucrările în februarie 1877, Disraeli fiind acum în Camera Lorzilor drept Contele de Beaconsfield. El a vorbit o singură dată acolo, în sesiunea din 1877 privind chestiunea orientală, afirmând la 20 februarie că este nevoie de stabilitate în Balcani și că obligarea Turciei să facă concesii teritoriale nu ar face nimic pentru a o asigura. Prim-ministrul dorea un acord cu otomanii prin care Regatul Unit să ocupe temporar zone strategice pentru a-i descuraja pe ruși de la război, zone care să fie returnate la semnarea unui tratat de pace, dar a găsit prea puțin sprijin în cabinetul său, care favoriza divizarea Imperiului Otoman. În vreme ce Disraeli, a cărui sănătate ajunsese atunci să fie precară, continua să lupte în cadrul cabinetului, Rusia a invadat Turcia pe 21 aprilie, declanșând Războiul Ruso-Turc.

#### Congresul de la Berlin
Rușii au pătruns prin teritoriul otoman și în decembrie 1877 ocupaseră orașul Plevna din Bulgaria, cu o locație strategică; marșul lor asupra Constantinopolului părea inevitabil. Războiul i-a divizat pe britanici, dar succesul rușilor i-a făcut pe unii să uite de atrocități și să ceară intervenția de partea turcilor. Alții sperau că rușii vor avea și alte succese. Căderea Plevnei a fost un subiect de prim plan în ziare timp de mai multe săptămâni, iar avertismentele lui Disraeli că Rusia era o amenințare la adresa intereselor britanice în estul Mediteranei erau considerate profetice. Jingoismul⁠(d) multor britanici a sporit sprijinul politic al lui Disraeli, iar regina a acționat pentru a-l ajuta și pe el, arătându-și favoarea printr-o vizită la Hughenden – prima dată când vizitase casa de la țară a prim-ministrului ei după guvernarea Melbourne⁠(d). La sfârșitul lui ianuarie 1878, sultanul otoman a făcut apel la Regatul Unit pentru a salva Constantinopolul. Pe fondul febrei războiului din Regatul Unit, guvernul a cerut Parlamentului să voteze 6.000.000 de lire sterline pentru a pregăti armata și marina pentru război. Gladstone s-a opus măsurii, dar mai puțin de jumătate din partidul său a votat alături de el. Opinia populară era de partea lui Disraeli, deși unii l-au considerat prea blând pentru că nu a declarat imediat război Rusiei.

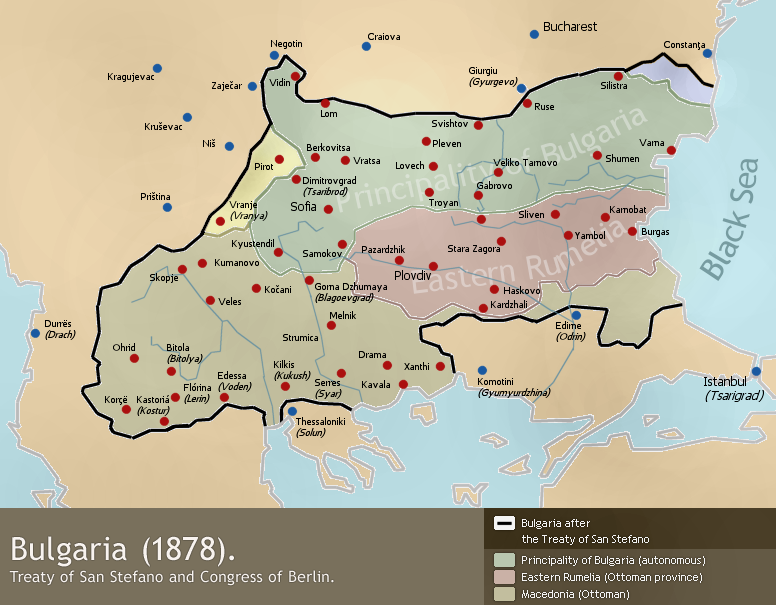
Bulgaria, așa cum era constituită prin tratatul de la San Stefano. Ea avea să fie redusă și divizată la Berlin.

Cu rușii aproape de Constantinopol, turcii au cedat și, în martie 1878, au semnat tratatul de la San Stefano, prin care acceptau formarea unui stat bulgăresc⁠(d) care să acopere o mare parte a Balcanilor. Avea să fie inițial ocupat de ruși și mulți se temeau că le va furniza acestora un stat clientelar⁠(d) în coasta Constantinopolului. Alte posesiuni otomane din Europa aveau să devină independente; teritorii suplimentare urmau să fie cedate direct Rusiei. Toate acestea erau inacceptabile pentru britanici, care au protestat, sperând să-i convingă pe ruși să accepte să participe la o conferință internațională pe care cancelarul german Bismarck și-a propus să o țină la Berlin. Cabinetul a discutat propunerea lui Disraeli de a poziționa trupele indiene la Malta pentru o posibilă debarcarea în Balcani și de a apela la rezerve. Derby a demisionat în semn de protest, iar Disraeli l-a numit pe Salisbury secretar de externe. Pe fondul pregătirilor britanice pentru război, rușii și turcii au acceptat să negocieze la Berlin.
Înainte de întâlnire, au avut loc negocieri confidențiale între Regatul Unit și Rusia în aprilie și mai 1878. Rușii erau dispuși să facă schimbări la dimensiunile Bulgariei, dar erau hotărâți să-și păstreze posesiunile obținute recent, Basarabia în Europa și Batumi și Kars pe coasta de est a Mării Negre. Pentru a contrabalansa aceasta, Regatul Unit a cerut o posesiune în estul Mediteranei unde putea plasa nave și trupe și a negociat cu otomanii cedarea Ciprului. Odată ce aceasta s-a convenit în secret, Disraeli era pregătit să permită câștigurile teritoriale ale Rusiei.

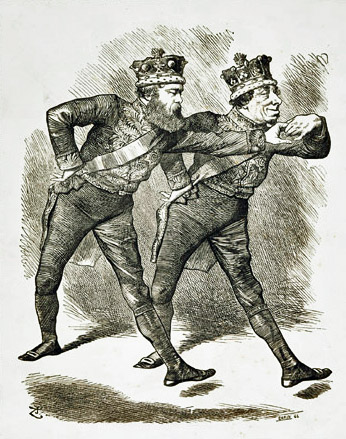
Disraeli (dreapta) și Salisbury drept Cavaleri ai Jartierei, interpretați de în „The Pas de deux (From the Scène de Triomphe in the Grand Anglo-Turkish Ballet d'Action)”

Congresul de la Berlin a avut loc în iunie și iulie 1878, relația centrală a acestuia fiind cea dintre Disraeli și Bismarck. În anii care au urmat, cancelarul german avea să le arate vizitatorilor biroului său trei tablouri pe perete: „portretul suveranului meu, acolo în dreapta pe cel al soției mele, iar în stânga, acolo, cel al lordului Beaconsfield”. Disraeli a stârnit scandal la congres ținându-și discursul de deschidere în engleză, și nu în franceză, care până atunci fusese acceptată ca limbă internațională a diplomației. Potrivit unei relatări, ambasadorul britanic la Berlin, Lord Odo Russell⁠(d), sperând să-i scutească pe delegați de îngrozitorul accent francez al lui Disraeli, i-a spus lui Disraeli că congresul speră să audă un discurs în limba engleză a unuia dintre cei care o stăpânesc.
Disraeli a lăsat o mare parte din munca de detaliu în seama lui Salisbury, concentrându-și eforturile pe a face cât mai dificilă reunirea marii Bulgarii destrămate. Disraeli nu a obținut chiar tot ce își dorea: el dorea ca Batumi să fie demilitarizat, dar în tratat articolele au fost scrise în limbajul pe care și-l doreau rușii și, în 1886, ei au fortificat orașul. Cu toate acestea, Convenția Ciprului⁠(d) care ceda Marii Britanii insula a fost anunțată în timpul congresului și l-a făcut din nou foarte iubit pe Disraeli.
Disraeli a ajuns la un acord ca Turcia să păstreze suficiente din posesiunile sale europene pentru a proteja Dardanelele. După o relatare, când s-a confruntat cu intransigența Rusiei, Disraeli i-a spus secretarului său să comande un tren special pentru a-i întoarce acasă ca să înceapă războiul. Deși Rusia a cedat, țarul Alexandru al II-lea a descris ulterior congresul drept „o coaliție europeană împotriva Rusiei, sub conducerea lui Bismarck”.
Tratatul de la Berlin a fost semnat la 13 iulie 1878 la Palatul Radziwiłł⁠(d) din Berlin. Disraeli și Salisbury au fost primiți ca eroi la întoarcerea la Dover și la Londra. La ușa casei din 10 Downing Street, Disraeli a primit flori trimise de regină. Acolo, el a spus mulțimii adunate: „Eu și Lordul Salisbury v-am adus înapoi pacea, dar o pace care o sper că este și cu onoare”. Regina i-a oferit un ducat, pe care el l-a refuzat, deși a acceptat Ordinul Jartierei, atâta timp cât Salisbury îl primește și el. La Berlin, s-a răspândit vestea despre descrierea admirativă a lui Bismarck despre Disraeli, „Der alte Jude, das ist der Mann!"

#### De la Afganistan la Zululand

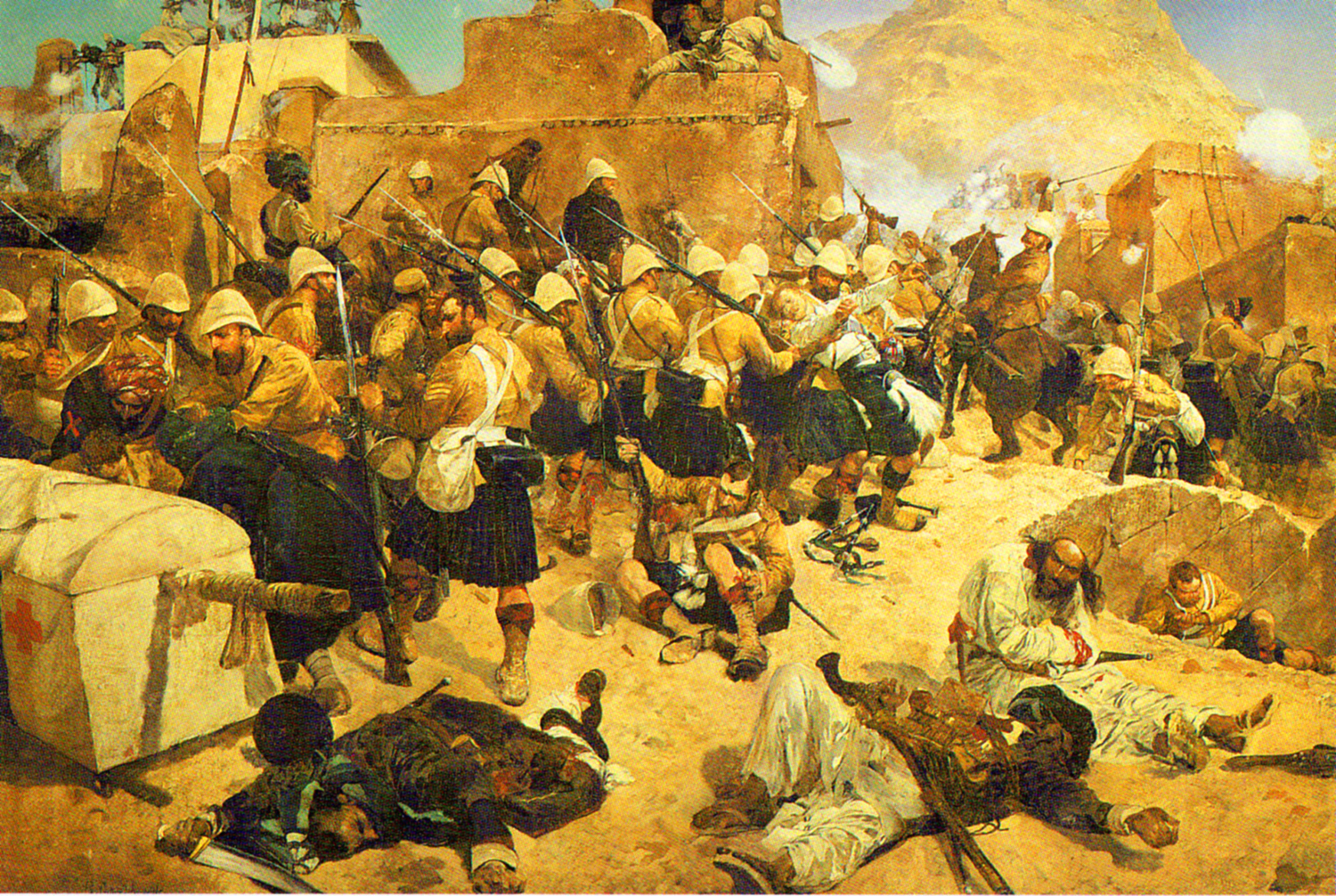
O reprezentare a, purtată în 1880. Victoria Regatului Unit în al Doilea Război Anglo-Afgan s-a dovedit un succes de imagine pentru guvernul lui Disraeli.

În săptămânile de după Berlin, Disraeli și cabinetul au luat în considerare convocarea de alegeri generale pentru a valorifica laudele publice pe care le primiseră el și Salisbury. Parlamentele aveau pe atunci mandate de șapte ani și nu se obișnuia convocarea de alegeri până în al șaselea an, în lipsa unor evenimente care să le precipite. Trecuseră doar patru ani și jumătate de la ultimele alegeri generale. În plus, ei nu vedeau niciun nor la orizont care ar putea prezice înfrângerea conservatorilor dacă ar aștepta. Această decizie de a nu încerca să obțină realegerea a fost adesea citată ca o mare greșeală de către Disraeli. Blake a subliniat, totuși, că rezultatele alegerilor locale se deplasau împotriva conservatorilor și se îndoia că Disraeli ar fi ratat vreo mare oportunitate așteptând.
Întrucât invaziile reușite ale Indiei veniseră în general prin Afganistan, britanicii observaseră și, uneori, interveniseră acolo încă din anii 1830, sperând să-i țină pe ruși departe. În 1878, rușii au trimis o misiune la Kabul; ea nu a fost respinsă de afgani, așa cum sperau britanicii. Britanicii au propus apoi să-și trimită propria misiune, insistând ca rușii să fie expulzați. Viceregele Indiei Lord Lytton⁠(d) i-a ascuns lui Disraeli planurile de a lansa acest ultimatum și, când prim-ministrul a insistat să nu ia nicio măsură, el a mers înainte. Când afganii nu au răspuns, britanicii au invadat, declanșând al Doilea Război Anglo-Afgan, pe care l-au câștigat cu ușurință sub comanda lordului Roberts⁠(d). Britanicii au instalat un nou conducător și au lăsat o misiune și o garnizoană în Kabul.
Politica britanică în Africa de Sud a fost aceea de a încuraja federația între Colonia Capului și Natal⁠(d), conduse de britanici, pe de o parte, și republicile bure⁠(d), Transvaal (anexat de Regatul Unit în 1877) și Statul Liber Orange, pe de altă parte. Guvernatorul Coloniei Capului, Sir Bartle Frere⁠(d), crezând că federația nu va putea fi realizată până când triburile băștinașe nu vor recunoaște dominația britanică, a adresat zulușilor și regelui lor, Cetewayo, cereri pe care era sigur că vor fi respinse. Întrucât soldații zuluși nu se puteau căsători până nu-și spălau sulițele în sânge, ei erau dornici de luptă. Frere nu a trimis vești cabinetului despre ceea ce făcuse până când ultimatumul era pe cale să expire. Disraeli și cabinetul l-au susținut fără tragere de inimă și, la începutul lui ianuarie 1879, au hotărât să trimită întăriri. Înainte să ajungă, pe 22 ianuarie, un Impi⁠(d) (armată) zulu, mișcându-se cu mare viteză și anduranță, a distrus o tabără britanică din Africa de Sud în bătălia de la Isandlwana⁠(d). Peste o mie de soldați britanici și coloniali au fost uciși. Vestea înfrângerii nu a ajuns la Londra decât pe 12 februarie. Disraeli a scris a doua zi: „dezastrul teribil m-a zguduit până în străfunduri”. L-a mustrat pe Frere, dar l-a lăsat la conducere, atrăgându-și critici din toate părțile. Disraeli l-a trimis pe generalul Sir Garnet Wolseley⁠(d) ca înalt comisar și comandant suprem, iar Cetewayo și zulușii au fost zdrobiți în bătălia de la Ulundi⁠(d) pe 4 iulie 1879.
La 8 septembrie 1879, Sir Louis Cavagnari⁠(d), responsabil cu misiunea din Kabul, a fost ucis cu întregul său personal de soldați afgani rebeli. Roberts a întreprins o expediție punitivă reușită împotriva afganilor în următoarele șase săptămâni.

### Alegerile din 1880
La alegerile din 1874, Gladstone a revenit la Greenwich⁠(d), terminând pe locul al doilea în urma unui conservator în circumscripția electorală cu doi parlamentari, rezultat pe care l-a numit mai degrabă o înfrângere decât o victorie. În decembrie 1878, i s-a oferit nominalizarea din partea liberalilor la următoarele alegeri pentru Edinburghshire⁠(d), o circumscripție cunoscută popular sub numele de Midlothian. Micul electorat scoțian era dominat de doi nobili, ducele conservator de Buccleuch⁠(d) și contele liberal de Rosebery. Contele, prieten atât cu Disraeli, cât și cu Gladstone, care avea să-i succedă acestuia din urmă după ultimul său mandat de prim-ministru, călătorise în Statele Unite pentru a observa viața politică de acolo și era convins că unele aspecte ale tehnicilor electorale americane⁠(d) puteau fi implementate și în Regatul Unit. La sfatul său, Gladstone a acceptat oferta în ianuarie 1879, iar mai târziu în acel an și-a început campania din Midlothian, vorbind nu numai la Edinburgh, ci în tot regatul, atacându-l pe Disraeli, în fața unor mulțimi uriașe.
Șansele conservatorilor de realegere au fost afectate de vremea nefavorabilă și de efectele nefaste ale ei asupra agriculturii. Patru veri umede consecutive până în 1879 au dus la recolte slabe. În trecut, fermierii aveau în asemenea momente, consolarea unor prețuri mai mari, dar cum recoltele extraordinare din Statele Unite erau transportate ieftin, prețurile cerealelor au rămas scăzute. Alte țări europene, confruntate cu circumstanțe similare, au optat pentru protecționism, iar Disraeli a fost îndemnat să reinstituie Legile Porumbului. El a refuzat, declarând că consideră problema soluționată. Protecționismul ar fi fost extrem de nepopular în rândul claselor muncitoare urbane care recent căpătaseră drept de vot, deoarece le-ar fi crescut costul vieții. Pe fondul unei crize economice generale, conservatorii și-au pierdut sprijinul în rândul fermierilor.
Sănătatea lui Disraeli a continuat să se deterioreze tot anul 1879. Din cauza infirmităților sale, Disraeli a întârziat trei sferturi de oră la Cina Lordului Primar de la Guildhall în noiembrie, la care se obișnuiește ca prim-ministrul să țină o cuvântare. Mulți au comentat cât de sănătos arăta, dar el depusese un efort mare să pară astfel, iar când a spus publicului că se aștepta să vorbească din nou la cina din anul următor, participanții au chicotit – Gladstone era pe atunci în mijlocul campaniei sale. În ciuda încrederii în sine pe care o afișa în public, Disraeli a recunoscut că conservatorii vor pierde probabil următoarele alegeri și se gândea deja la onorurile demisiei⁠(d).
În ciuda acestui pesimism, speranțele conservatorilor erau susținute la începutul anului 1880 de succese în alegerile parțiale pe care liberalii se așteptau să le câștige, încheindu-se cu victoria din Southwark⁠(d), în mod normal un bastion liberal. Cabinetul hotărâse să aștepte înainte de a dizolva Parlamentul; la începutul lunii martie s-a răzgândit, acceptând să țină alegerile cât mai repede cu putință. Parlamentul a fost dizolvat la 24 martie; primele circumscripții de cartier au început să voteze o săptămână mai târziu.
Disraeli nu a participat public la scrutin, întrucât era considerat nedemn de un nobil să țină discursuri pentru a influența alegerile pentru Camera Comunelor. Aceasta a însemnat că șefii conservatori – Disraeli, Salisbury și secretarul Indiei, Lord Cranbrook⁠(d) – nu s-au făcut auziți. Se credea că alegerile vor fi strânse. Odată ce au început să fie anunțate rezultatele, a devenit clar că conservatorii erau învinși detașat. Rezultatul final le-a dat liberalilor o majoritate absolută de aproximativ 50 de locuri.

## Ultimele luni, moartea și memorialele
Disraeli a refuzat să dea vina pe alții pentru înfrângere, despre care a înțeles că ar fi probabil ultima pentru el. I-a scris lui Lady Bradford că este nevoie de la fel de multă muncă pentru a pune capăt unei guvernări ca și pentru a forma una, doar că fără distracție. Regina Victoria a fost necăjită la plecarea sa din funcția de prim-ministru. Printre onorurile pe care le aranjase înainte de a demisiona din funcția de prim-ministru la 21 aprilie 1880 s-a numărat una pentru secretarul său personal, Montagu Corry⁠(d), care a devenit baronul Rowton.
Revenit la Hughenden, Disraeli a cugetat asupra înfrângerii sale electorale, dar și-a reluat și lucrul la Endymion⁠(d), pe care îl începuse în 1872 și îl lăsase deoparte înainte de alegerile din 1874. Lucrarea a fost finalizată rapid și publicată până în noiembrie 1880. A purtat o corespondență cu Victoria, scrisorile fiind transmise prin intermediari. Când Parlamentul s-a reunit în ianuarie 1881, el a servit ca lider al conservatorilor în Camera Lorzilor, încercând să servească drept influență moderatoare asupra legislației lui Gladstone.
Din cauza astmului și gutei, Disraeli ieșea cât mai puțin posibil, temându-se de episoade mai grave de boală. În martie, s-a îmbolnăvit de bronșită și s-a ridicat din pat doar pentru o întâlnire cu Salisbury și cu alți lideri conservatori pe 26. Pe măsură ce a devenit clar că aceasta ar putea fi ultima lui boală, prietenii și adversarii deopotrivă au venit să îl viziteze. Disraeli a refuzat vizita reginei, spunând: „Mi-ar cere doar să-i transmit un mesaj lui Albert”. Aproape orb, când a primit, pe 5 aprilie, ultima scrisoare de la Victoria de care a mai știut, a ținut-o pentru un moment în mână, apoi a i-a cerut lordului Barrington⁠(d), membru al Consiliului de Coroană, să i-o citească. A fost încântat de o carte poștală, semnată „Un muncitor”, cu mesajul: „Nu muri încă, nu ne putem lipsi de dumneata”.
În ciuda gravității stării lui Disraeli, medicii au transmis în public mesaje optimiste. Prim-ministrul, Gladstone, a venit de mai multe ori să se intereseze despre starea rivalului său și a scris în jurnalul său: „Fie ca Atotputernicul să fie lângă perna lui”. A existat un interes public intens pentru starea de sănătate a fostului prim-ministru. Disraeli lu în mod obișnuit împărtășania⁠(d) de Paște; când însă a venit această sărbătoare, pe 17 aprilie, s-a discutat între prietenii și familia sa dacă ar trebui să i se ofere ocazia, dar cei ce se împotriveau, temându-se că își va pierde speranța, au ieșit învingători. În dimineața zilei următoare, a doua zi de Paște, a devenit incoerent, apoi a intrat în comă. Ultimele cuvinte confirmate ale lui Disraeli înainte de a muri în casa sa din  strada Curzon⁠(d) nr. 19, devreme în dimineața zilei de 19 aprilie au fost „Aș prefera să trăiesc, dar nu mi-e frică să mor”. Comemorarea morții lui Disraeli în Regatul Unit a fost o vreme numită Ziua Primulelor⁠(d).
Deși regina Victoria îi oferise funeralii de stat⁠(d), executorii testamentari ai lui Disraeli au decis să nu organizeze o procesiune și o înmormântare publică, temându-se că s-ar aduna mulțimi prea mari. Principalii participanți la slujba de la Hughenden din 26 aprilie au fost fratele său Ralph și nepotul Coningsby, cărora avea să le rămână moștenire Hughenden. Regina Victoria a fost copleșită de durere și s-a gândit să-l înnobileze pe Ralph sau pe Coningsby în memoria lui Disraeli (cum el nu avea copii, titlurile sale au dispărut odată cu moartea sa), dar a decis să nu o facă pe motiv că proprietățile lor erau prea mici pentru un titlu nobiliar. Protocolul i-a interzis să participe la înmormântarea lui Disraeli (protocolul s-a schimbat abia în 1965, când Elisabeta a II-a a participat la ritualurile fostului prim-ministru Sir Winston Churchill), dar a trimis primule⁠(d) („florile lui preferate”) la înmormântare și a vizitat ulterior cavoul pentru a pune o coroană de flori de porțelan patru zile mai târziu.

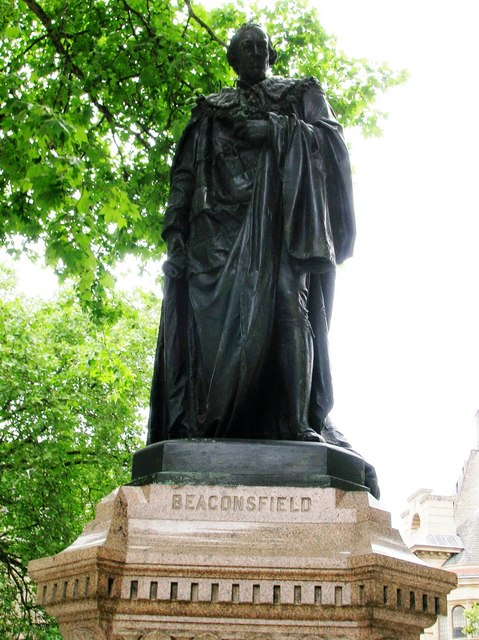
în, Londra

Disraeli a fost înmormântat împreună cu soția sa într-un cavou de sub Biserica Sf. Mihail și Toți Îngerii⁠(d), care se află pe terenul casei sale, Hughenden Manor, la care se ajunge din curtea bisericii. De asemenea, în corul din biserică se află un memorial pentru el, ridicat în cinstea sa de regina Victoria. Executorul său literar⁠(d) a fost secretarul său particular, Lord Rowton. Cavoul Disraeli conține și rămășițele lui Sarah Brydges Willyams⁠(d), soția lui James Brydges Willyams din St Mawgan⁠(d) din Cornwall. Disraeli a purtat o lungă corespondență cu doamna Willyams, scriindu-i deschis despre treburile politice. La moartea ei, în 1865, ea i-a lăsat o mare moștenire, care l-a ajutat să își lichideze datoriile. Testamentul său a fost evaluat în aprilie 1882 la 84.019 lire sterline 18 s. 7 d. (aproximativ echivalent cu 9.016.938 lire sterline în 2016).
Disraeli are un memorial la Abația Westminster⁠(d). Acest monument a fost ridicat de guvern la propunerea lui Gladstone în discursul său memorial despre Disraeli din Camera Comunelor. Gladstone absentase de la înmormântare, explicațiile date partea presei fiind întâmpinate cu ironii. Discursul său a fost mult așteptat, chiar dacă doar pentru că antipatia lui pentru Disraeli era bine cunoscută, ceea ce i-a provocat multă îngrijorare prim-ministrului. Discursul a fost un model al genului, în care a evitat să comenteze politica lui Disraeli, lăudându-i în același timp calitățile personale.

## Memoria
Carierele literară și politică ale lui Disraeli au interacționat de-a lungul vieții lui, și au fascinat Marea Britanie victoriană, făcându-l „una dintre cele mai eminente figuri ale vieții publice victoriene”, și a provocat o gamă largă de comentarii. Criticul Shane Leslie⁠(d) remarca, la trei decenii de la moartea lui, că „Cariera lui Disraeli a fost o poveste de dragoste pe care niciun vizir oriental sau niciun plutocrat occidental nu ar putea-o spune. A început ca un pionier al vestimentației și un estet al cuvintelor. ... Disraeli și-a făcut romanele să devină realitate.”

### Literar

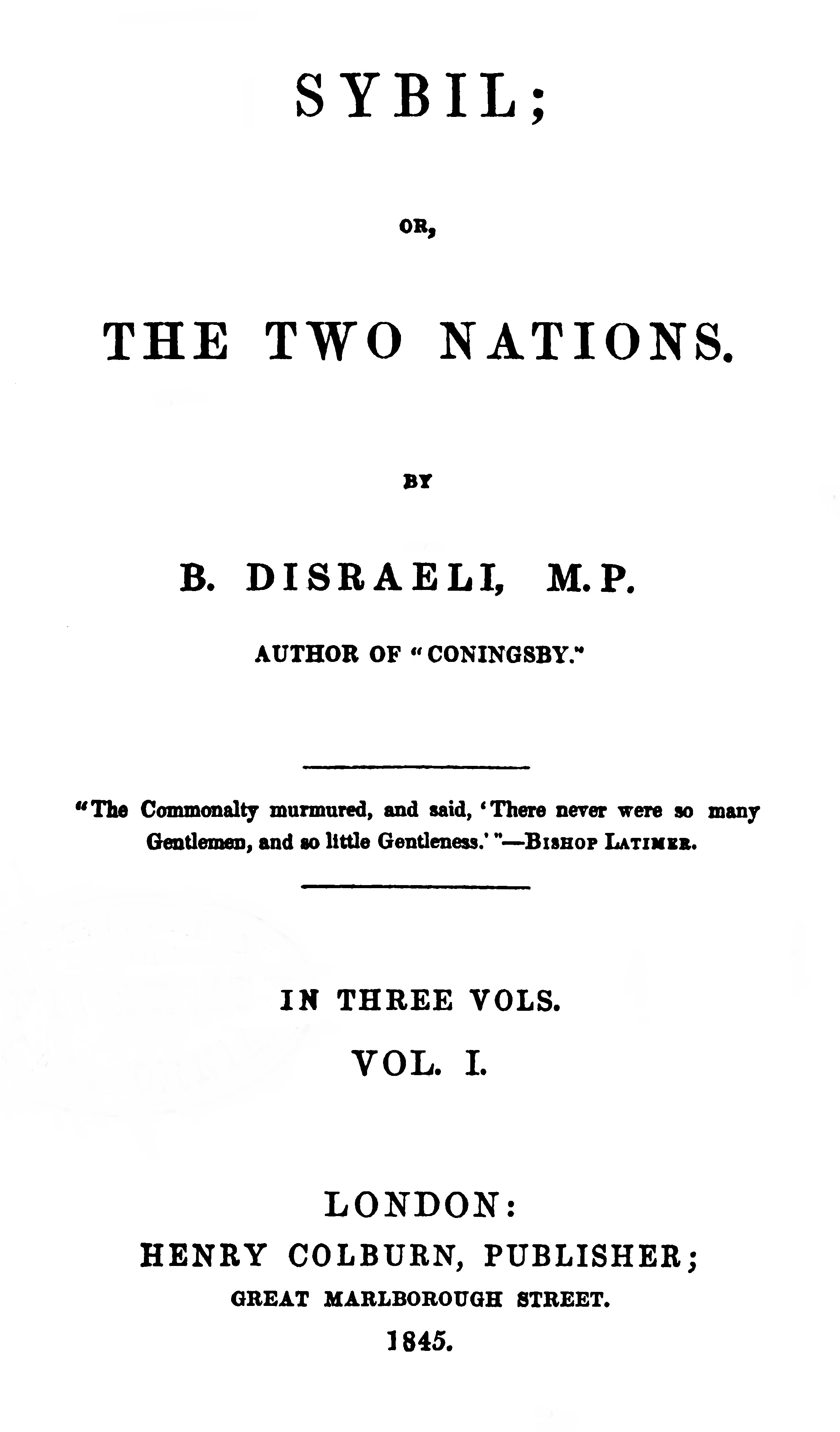
Pagina de titlu a primei ediții a lui ' (1845)

Romanele lui Disraeli sunt principala lui realizare literară.  Au existat de la început păreri critice împărțite. Scriitorul RW Stewart observa că au existat întotdeauna două criterii pentru a judeca romanele lui Disraeli — unul politic și celălalt artistic. Criticul Robert O'Kell scrie în aceeași idee: „La urma urmei, chiar dacă ești un tory de cel mai ferm albastru, este imposibil să faci din Disraeli un romancier⁠(d) de primă clasă. Și este la fel de imposibil, indiferent cât de mult ai deplânge extravaganțele și necuviința operelor sale, să-l faci să fie nesemnificativ”.
Romanele timpurii ale lui Disraeli Vivian Gray (1826) și Tânărul Duce⁠(d) (1831) prezentau reprezentări romantice ale vieții aristocratice (în ciuda faptului că nu o cunoștea el însuși) cu schițe de personaj ale unor persoane publice bine-cunoscute slab deghizate. În unele dintre ficțiunile sale timpurii, Disraeli s-a ilustrat și pe sine însuși și ceea ce a simțit a fi natura sa byronică duală: poetul și omul de acțiune. Cel mai autobiografic roman al său a fost Contarini Fleming (1832), o operă declarat serioasă, care nu s-a vândut bine. Criticul William Kuhn sugerează că ficțiunea lui Disraeli poate fi citită ca „memoriile pe care nu le-a scris niciodată”, dezvăluind viața interioară a unui politician pentru care normele vieții publice victoriene păreau să reprezinte o cămașă de forță socială – în special în ceea ce privește ceea ce Kuhn vede ca fiind „sexualitatea ambiguă” a autorului.
Dintre celelalte romane de la începutul anilor 1830, Alroy este descris de Blake ca fiind „profitabil, dar de necitit”, iar The Rise of Iskander (1833), The Infernal Marriage și Ixion in Heaven (1834) au avut un impact redus. Henrietta Temple (1837) a fost următorul succes major al lui Disraeli. Se bazează pe circumstanțele aventurii lui cu Henrietta Sykes pentru a spune povestea unui tânăr plin de datorii, rupt între o căsnicie mercenară fără dragoste și o dragoste pasională la prima vedere⁠(d) pentru eroina eponimă. Venetia (1837) a fost o lucrare minoră, scrisă pentru a strânge banii atât de necesari.
În anii 1840, Disraeli a scris o trilogie de romane cu teme politice. Coningsby atacă relele legii de reformă Whig din 1832⁠(d) și îi critică pe conservatorii lipsiți de lideri că nu au răspuns. Sybil; sau, Cele două națiuni (1845) dezvăluie trădarea lui Peel pe marginea legilor porumbului. Aceste teme sunt extinse în Tancred (1847). Cu Coningsby; sau, The New Generation (1844), Disraeli, în viziunea lui Blake, „infuzează genul romanului cu sensibilitate politică, susținând convingerea că viitorul Angliei ca putere mondială nu depindea de vechea gardă care se complăcea, ci de politicienii tineri, idealiști”. Sybil; sau, Cele două națiuni erau mai puțin idealiste decât Coningsby; cele „două națiuni” din subtitlu se refereau la uriașul decalaj economic și social dintre puținii privilegiați și clasele muncitoare defavorizate. Ultimul a fost Tancred; sau, The New Crusade (1847), promovând rolul Bisericii Anglicane în reînvierea spiritualității trecute a Marii Britanii. Disraeli a scris adesea despre religie, pentru că era un puternic promotor al Bisericii Anglicane. Era tulburat de creșterea ritualurilor elaborate la sfârșitul secolului al XIX-lea, cum ar fi folosirea tămâiei și a veșmintelor preoțești, și auzise avertismente în sensul că ritualiștii urmau să predea Papei controlul asupra Bisericii Anglicane. În consecință, el a fost un susținător puternic al Legii de reglementare a cultului public din 1874⁠(d), care permitea arhiepiscopilor să meargă în instanță pentru a-i opri pe ritualiști.
Ultimele romane finalizate de Disraeli au fost Lothair (1870) și Endymion (1880). Lothair⁠(d) a fost „un Călătoria pelerinului⁠(d) ideologic al lui Disraeli”, ea spune o poveste a vieții politice, cu o atenție deosebită asupra rolurilor bisericilor anglicană și romano-catolică. Ea reflecta anti-catolicismul de tipul care era popular în Marea Britanie și care a alimentat sprijinul pentru unificarea Italiei („Risorgimento”). Endymion, în ciuda faptului că are un Whig ca erou, este o ultimă expunere a politicilor economice și a convingerilor politice ale autorului. Disraeli a continuat până în ultimul moment să-și pună la stâlpul infamiei inamicii în caricaturi slab deghizate: personajul St. Barbe din Endymion este considerat în general a fi o parodie a lui Thackeray, care îl jignise pe Disraeli cu mai bine de treizeci de ani în urmă, ironizându-l în Punch⁠(d) drept „Codlingsby”. Disraeli a lăsat un roman neterminat în care personajul central, ciufulitul⁠(d) Falconet, este, fără îndoială, o caricatură a lui Gladstone.
Blake a comentat că Disraeli „a produs un poem epic, incredibil de slab, și o tragedie în versuri albe în cinci acte, și mai slabă, dacă se poate așa ceva. Mai departe, a scris un discurs despre teoria politică și o biografie politică, Viața lordului George Bentinck, care este excelentă ... remarcabil de corectă și precisă.”

### Politic
În anii de după moartea lui Disraeli, când Salisbury și-a început perioada de mai bine de douăzeci de ani la conducerea conservatorilor, partidul a subliniat opiniile defunctului lider despre „O singură națiune⁠(d)”, conform cărora conservatorii la rădăcină împărtășeau convingerile clasei muncitoare, liberalii fiind partidul elitei urbane. Disraeli sublinia, de exemplu, necesitatea de a îmbunătăți situația muncitorului urban. Memoria lui Disraeli a fost folosită de conservatori pentru a face apel la clasele muncitoare, cu care se spunea că ar fi avut o relație bună. Acest aspect al politicilor sale a fost reevaluat de istorici în secolele al XX-lea și al XXI-lea. În 1972, B H Abbott a subliniat că nu Disraeli, ci Lordul Randolph Churchill a inventat termenul „democrație conservatoare”, deși Disraeli a fost cel care a făcut din acesta o parte esențială a politicii și filozofiei conservatoare. În 2007, Parry scria: „Mitul democratului conservator nu a supraviețuit unei examinări detaliate de către scrierile istorice profesioniste din anii 1960 [care] a demonstrat că Disraeli era foarte puțin interesat de un program de legislație socială și era foarte flexibil în gestionarea reformei parlamentare în 1867”. În ciuda acestui fapt, Parry îl vede pe Disraeli, mai degrabă decât pe Peel, drept fondatorul partidului conservator modern. Politicianul și scriitorul conservator Douglas Hurd⁠(d) a scris în 2013: „[Disraeli] nu a fost un conservator de o singură națiune – și asta nu doar pentru că nu a folosit niciodată expresia. El respingea conceptul în întregime”.
Promovarea cu entuziasm de către Disraeli a Imperiului Britanic a fost și ea văzută ca ceva ce face apel la alegătorii din clasa muncitoare. Înainte de venirea sa la conducerea Partidului Conservator, imperialismul era domeniul de interes al liberalilor, în special Palmerston, conservatorii doar murmurându-și dezacordul. Disraeli a făcut din conservatori partidul care susține cel mai ferm atât Imperiul, cât și acțiunea militară pentru a-i confirma hegemonia. Aceasta s-a întâmplat în parte pentru că propriile opinii ale lui Disraeli duceau în această direcție, în parte pentru că el vedea în aceasta un avantaj pentru conservatori și parțial ca reacție împotriva lui Gladstone, căruia nu-i plăcea cheltuielile făcute pentru conservarea imperiului. Blake a susținut că imperialismul lui Disraeli „a orientat în mod decisiv partidul conservator pentru mulți ani de atunci înainte, iar tradiția pe care a început-o a fost probabil un atu electoral mai mare în câștigarea sprijinului clasei muncitoare în ultimul sfert de secol decât orice altceva”. Unii istorici au comentat despre un impuls romantic din spatele abordării lui Disraeli față de Imperiu și afacerile externe. Abbott scria: „La conceptele mistice conservatoare despre Tron, Biserică, Aristocrație și Popor, Disraeli a adăugat Imperiul”. Alții au identificat un puternic aspect pragmatic al politicilor sale. Biograful lui Gladstone, Philip Magnus⁠(d), a pus în contrast înțelegerea afacerilor externe de către Disraeli cu cea a lui Gladstone, care „nu a înțeles niciodată că principiile morale înalte, în aplicarea lor în politica externă, sunt mai adesea distructive pentru stabilitatea politică decât motivele național-egoiste”. În viziunea lui Parry, politica externă a lui Disraeli „poate fi văzută ca un gigantic castel în nori (cum o vedea și Gladstone), sau ca o încercare întârziată de a forța clasele negustorești britanice să se trezească la realitățile politicii europene”.
În timpul vieții sale, oponenții lui Disraeli, și uneori chiar prietenii și aliații săi, s-au întrebat dacă el susținea cu sinceritate opiniile pe care le avansa sau dacă acestea au fost adoptate de el ca fiind esențiale pentru cineva care încearcă să-și petreacă viața în lumea politică și au fost spuse de el fără convingere. Lordul John Manners, în 1843, pe vremea Tinerei Anglii, a scris: „dacă aș putea să mă mulțumesc cu gândul că D'Israeli crede tot ce spune, aș fi mai fericit: părerile lui istorice sunt destul de asemenea alor mele, dar le crede el cu adevărat?" Blake (scriind în 1966) sugera că nu este mai posibil astăzi să se dea răspuns la această întrebare decât era atunci. Cu toate acestea, Paul Smith⁠(d), în articolul său de revistă științifică despre politica lui Disraeli, susține că ideile lui Disraeli au fost argumentate în mod coerent de-a lungul unei cariere politice de aproape jumătate de secol și „este imposibil să le dai deoparte ca pe un sac de instrumente de spărgător de case care ar fi efectuat o intrare prin efracție în panteonul politic britanic”.
În biografia lui Disraeli, Stanley Weintraub⁠(d) subliniază că subiectul său a contribuit mult la propășirea Marii Britanii către secolul al XX-lea, înfăptuind una dintre cele două mari legi de reformă din secolul al XIX-lea, în ciuda opoziției rivalului său liberal, Gladstone. „El a contribuit la menținerea monarhiei constituționale, scoțând-o pe regină din doliu și aducând-o într-un nou rol național simbolic și a creat climatul pentru ceea ce a devenit «democrația conservatoare⁠(d)». A articulat pentru Regatul Unit un rol imperial, care avea să dăinuie până la al Doilea Război Mondial și a introdus o Mare Britanie intermitent autoizolată în concertul Europei”.
Frances Walsh comentează despre viața publică multifațetată a lui Disraeli:
„Dezbaterea despre locul său în panteonul conservator a continuat după moartea lui. Disraeli a fascinat și a împărțit opinia contemporanilor; a fost văzut de mulți, inclusiv de unii membri ai propriului partid, drept un aventurier și un șarlatan, iar de către alții drept un om de stat vizionar și patriot. Ca actor pe scena politică, a jucat multe roluri: erou byronic, om de litere, critic social, virtuoz parlamentar, nobil de țară de la Hughenden, tovarăș al regalității, om de stat european. Personalitatea sa singulară și complexă a oferit istoricilor și biografilor o provocare deosebit de dificilă.”
Istoricul Llewellyn Woodward⁠(d) l-a evaluat astfel pe Disraeli:
Ideile politice ale lui Disraeli nu au rezistat probei timpului....Detașarea lui față de prejudecățile englezești nu i-a conferit vreo viziune specială asupra afacerilor externe; în tinerețe, el acceptase platitudinile lui Metternich și nu a înțeles însemnătatea mișcărilor naționaliste din Europa. Imperialismul din ultimii ani ai vieții a fost la fel de superficial: o interpretare a politicului fără economic. Lui Disraeli îi plăcea să se autoînchipuie în termeni de intelect pur, dar politica lui a avut un caracter mai mult personal decât intelectual. Avea planuri cu bătaie lungă, dar capacitate administrativă limitată, și a existat un oarecare fundament pentru judecata lui Napoleon al Ill-lea cum că era «ca toți oamenii din domeniul literar, de la Chateaubriand la Guizot, ignorant față de lume».... În ciuda acestor defecte...curajul lui Disraeli, agerimea lui, capacitatea de afecțiune, și libertatea față de motivele sordide i-au adus funcțiile pe care le-a ocupat. Ambiția lui a fost de soi nobil. A adus politica mai aproape de poezie, sau, în orice caz, față de proza lirică, decât orice alt politician englez de la Burke până atunci.
Autorii din domeniul istoric i-au prezentat adesea pe Disraeli și Gladstone ca mari rivali. Roland Quinault avertizează însă să nu se exagereze confruntarea între cei doi:
ei nu au fost adversari direcți în cea mai mare parte a carierei lor politice. Într-adevăr, la început ambii erau loiali partidului Tory, Bisericii și intereselor latifundiarilor. Deși drumurile lor s-au despărțit pornind de la abrogarea Legilor Porumbului în 1846 și mai târziu pe politica fiscală în general, abia spre sfârșitul anilor 1860, diferendele lor pe tema reformei parlamentare, politicii din Irlanda și față de Biserică au căpătat semnificație partizană mai importantă. Chiar și atunci, relațiile lor personale au rămas destul de cordiale până la disputa pe tema Chestiunii Orientale de pe la sfârșitul anilor 1870.

### Rolul apartenenței la etnia evreiască
În 1882, în Anglia trăiau 46.000 de evrei și, în 1890, emanciparea evreilor a devenit completă. Din 1858, Parlamentul a avut în permanență membri evrei practicanți ai religiei iudaice. Primul lord primar al Londrei, Sir David Salomons⁠(d), a fost ales în 1855, după care a avut loc emanciparea evreilor din 1858⁠(d). La 26 iulie 1858, lui Lionel de Rothschild⁠(d) i s-a permis să facă parte din Camera Comunelor, după ce jurământul de preluare a funcției, până atunci cu specific creștin, a fost modificat. Disraeli, creștin botezat⁠(d) de origine evreiască, era deja parlamentar, întrucât jurământul nu-i punea lui nicio barieră. În 1884 Nathan Mayer Rothschild, primul baron Rothschild⁠(d) a devenit primul membru evreu al Camerei Lorzilor; Disraeli era deja membru.
Ca lider al Partidului Conservator⁠(d), care avea legături cu aristocrația latifundiară, Disraeli s-a folosit de originile sale evreiești pentru a revendica o sorginte aristocratică pentru el însuși. Biograful Jonathan Parry⁠(d) afirmă:
Disraeli s-a convins pe sine (eronat) că s-ar trage din aristocrația sefardă a evreilor iberici⁠(d) izgoniți din Spania la sfârșitul secolului al XV-lea....Faptul că se prezenta drept evreu simboliza unicitatea lui Disraeli pe vremea când lupta pentru respect, și explică unele din dificultățile întâmpinate. Prezentarea apartenenței la etnia evreiască drept ceva aristocratic și religios i-a legitimizat afirmațiile că înțelege pericolele cu care se confruntă Anglia modernă și că acestora le oferă soluții «naționale». Toryismul englez era «copiat de la puternicul prototip [evreiesc]» (Coningsby, cartea 4, cap. 15).  Disraeli a reușit astfel să împace originea sa evreiască cu atașamentul la fel de profund față de Anglia și istoria ei.
Todd Endelman⁠(d) remarcă faptul că, „legătura între evrei și hainele vechi era atât de înrădăcinată în imaginația populară încât caricaturiștii politici victorieni îl desenau adesea pe Benjamin Disraeli ca un om îmbrăcat în haine vechi pentru a pune accent pe faptul că este evreu”. El adaugă: „până în anii 1990...puțini biografi ai lui Disraeli și istorici ai vieții politice victoriene au recunoscut proemineța antisemitismului care i-a însoțit ascensiunea sau rolul acestuia în formarea unei noțiuni singulare [lui Disraelo] a iudaismului.”
Conform lui Michael Ragussis:
Ceea ce a început în anii 1830 ca niște remarci antisemite izolate îndreptate împotriva lui [Disraeli] din partea mulțimilor de la primele lui campanii electorale a devenit în anii 1870 un fel de analiză națională a iudaismului lui — una care izbucnea într-un fel de atac antisemit condus de unii dintre cei mai de seamă intelectuali și politicieni ai vremii și ancorat în acuzația că Disraeli ar fi cripto-evreu⁠(d).

## Cultura populară

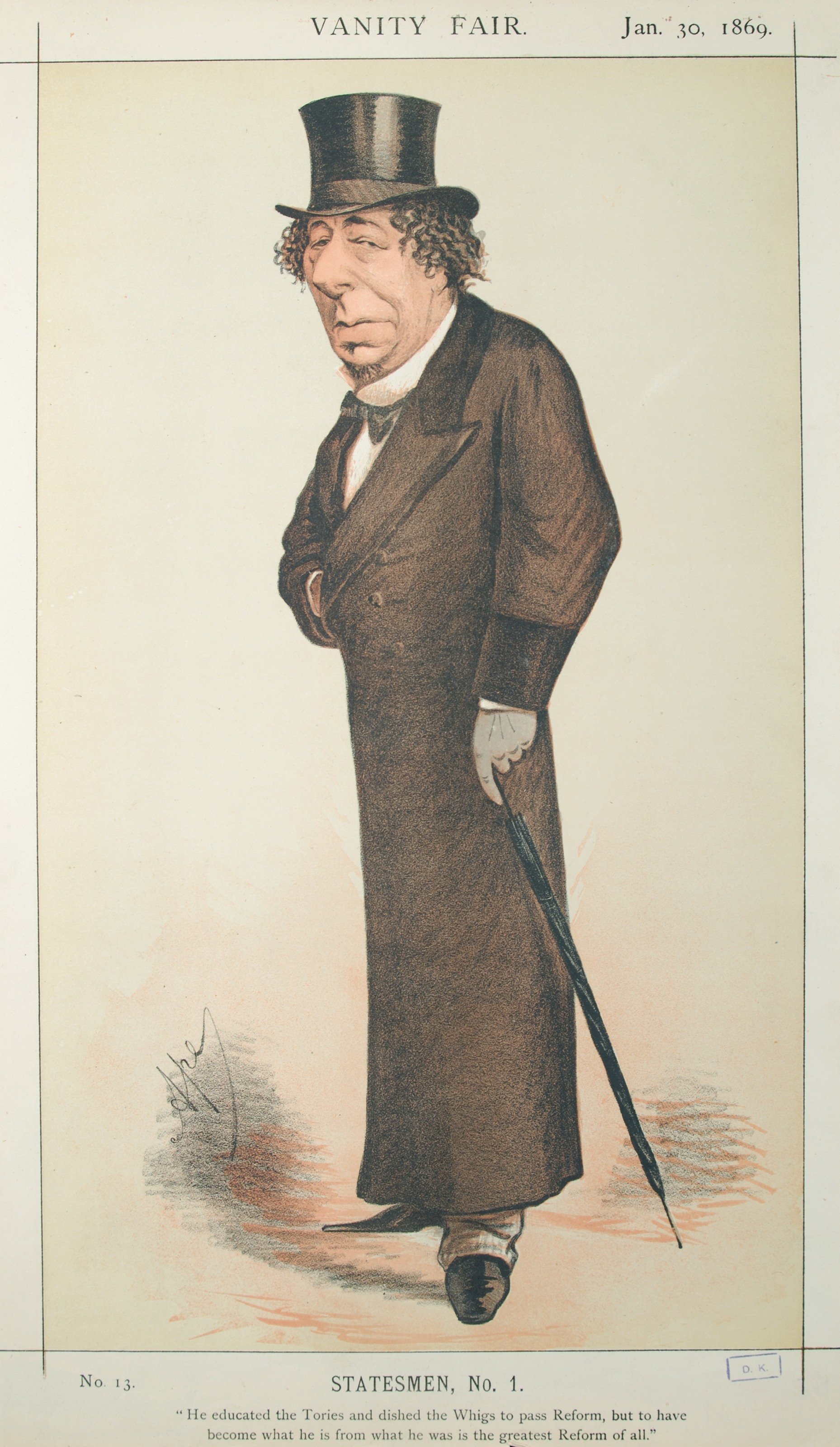
Disraeli, prima persoană caricaturizată în revista londoneză ',. Caricaturile au dus la o rapidă creștere a cererii pentru revistă.

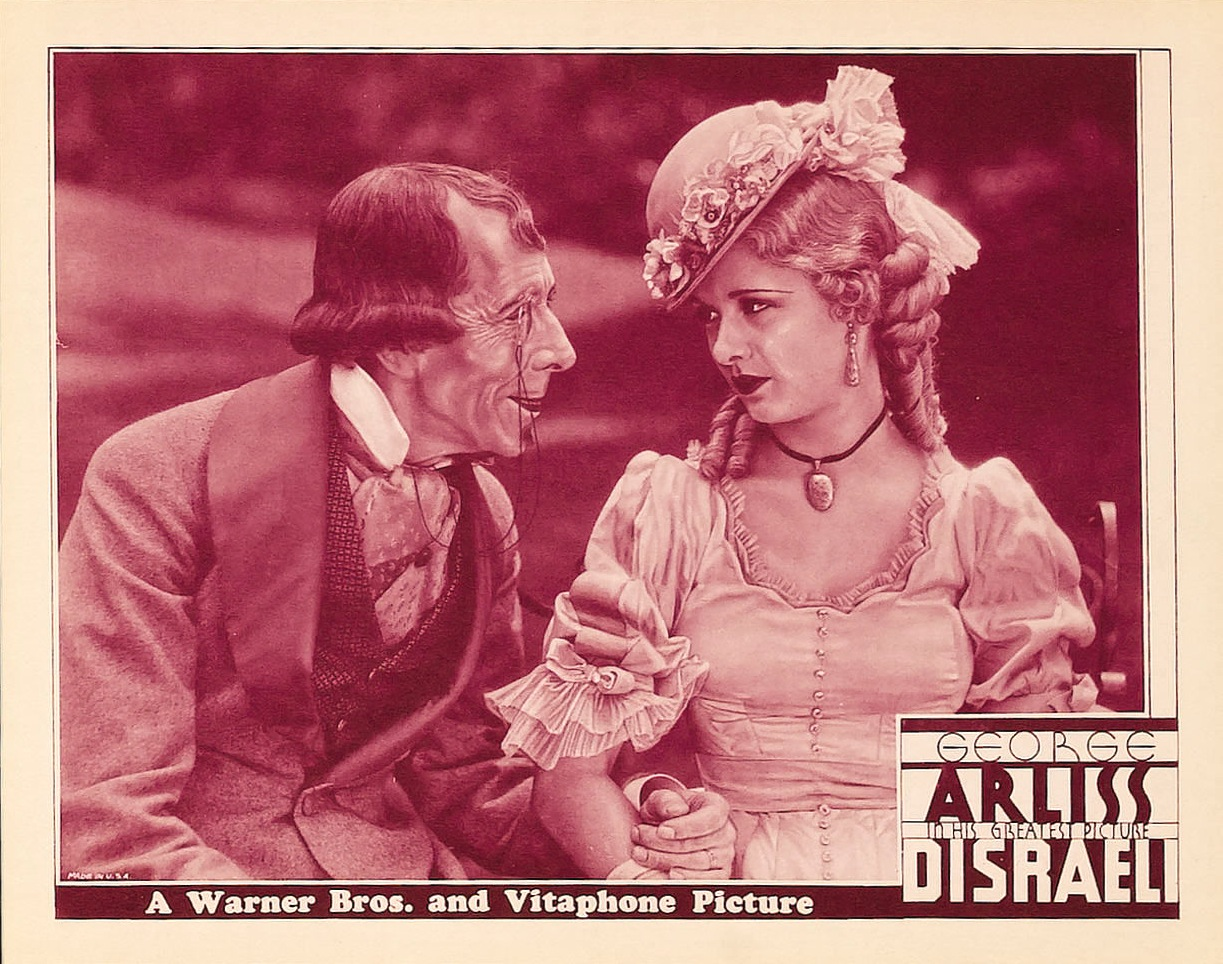
În 1929, actorul George Arliss a câștigat un Oscar pentru interpretarea „paternalistă, blândă, familiară." a lui Disraeli.

Istoricul Michael Diamond afirmă că pentru clienții sălilor muzicale⁠(d) britanice din deceniile anilor 1880 și 1890, „xenofobia și mândria de imperiu” erau reflectate de cei mai populari eroi politici ai sălilor: toți erau conservatori, iar Disraeli se ridica deasupra tuturor, chiar și la zeci de ani după moartea sa, în timp ce Gladstone apărea ca personaj negativ. Istoricul filmului, Roy Armes, a afirmat că filmele istorice au ajutat la menținerea status quoului politic britanic în perioada interbelică impunând un punct de vedere oficial care pune accent pe măreția monarhiei, pe imperiu și pe tradiție. Filmele au creat „o copie a lumii în care valorile existente erau invariabil validate de evenimentele filmului și în care orice discordie poate fi transformată în armonie printr-o acceptare a status quoului.”
Steven Fielding a susținut că Disraeli a fost un erou de film deosebit de popular: „dramele istorice îl favorizau pe Disraeli în fața lui Gladstone și, mai substanțial, promulgau o viziune în esență respectuoasă a conducerii democrate.” Actorul de teatru și film George Arliss era foarte cunoscut pentru rolurile lui Disraeli, câștigând Premiul Oscar pentru cel mai bun actor pentru filmul Disraeli⁠(d) din 1929. Fielding spune că Arliss „personifica alura de om de stat paternalist, blând, familiar care rezona cu o importantă parte a publicului cinematografelor ... Chiar și muncitorii care participau la ședințele de partid laburiste își dădeau încrederea liderilor de origine socială mai elevată care arătau că le pasă.”
John Gielgud a jucat rolul lui Disraeli în 1941, în filmul lui Thorold Dickinson⁠(d) de susținere a moralului The Prime Minister⁠(d), care a urmărit politicianul de la vârsta de 30 de ani până la cea de 70.
Alec Guinness i-a jucat rolul în The Mudlark⁠(d) (1950). Ian McShane a fost protagonistul miniserialului de la ATV⁠(d) din 1978 în patru părți Disraeli: Portrait of a Romantic⁠(d), după scenariul lui David Butler⁠(d). Prezentat în SUA la emisiunea Masterpiece Theatre⁠(d) de la PBS în 1980, a fost nominalizat la Premiul Emmy pentru Serial Limitat Remarcabil.
Richard Pasco⁠(d) a jucat rolul lui Disraeli în serialul ITV Number 10⁠(d) în 1983.
În filmul Mrs Brown⁠(d) din 1997, rolul lui Disraeli a fost jucat de Antony Sher⁠(d).